# Zeus

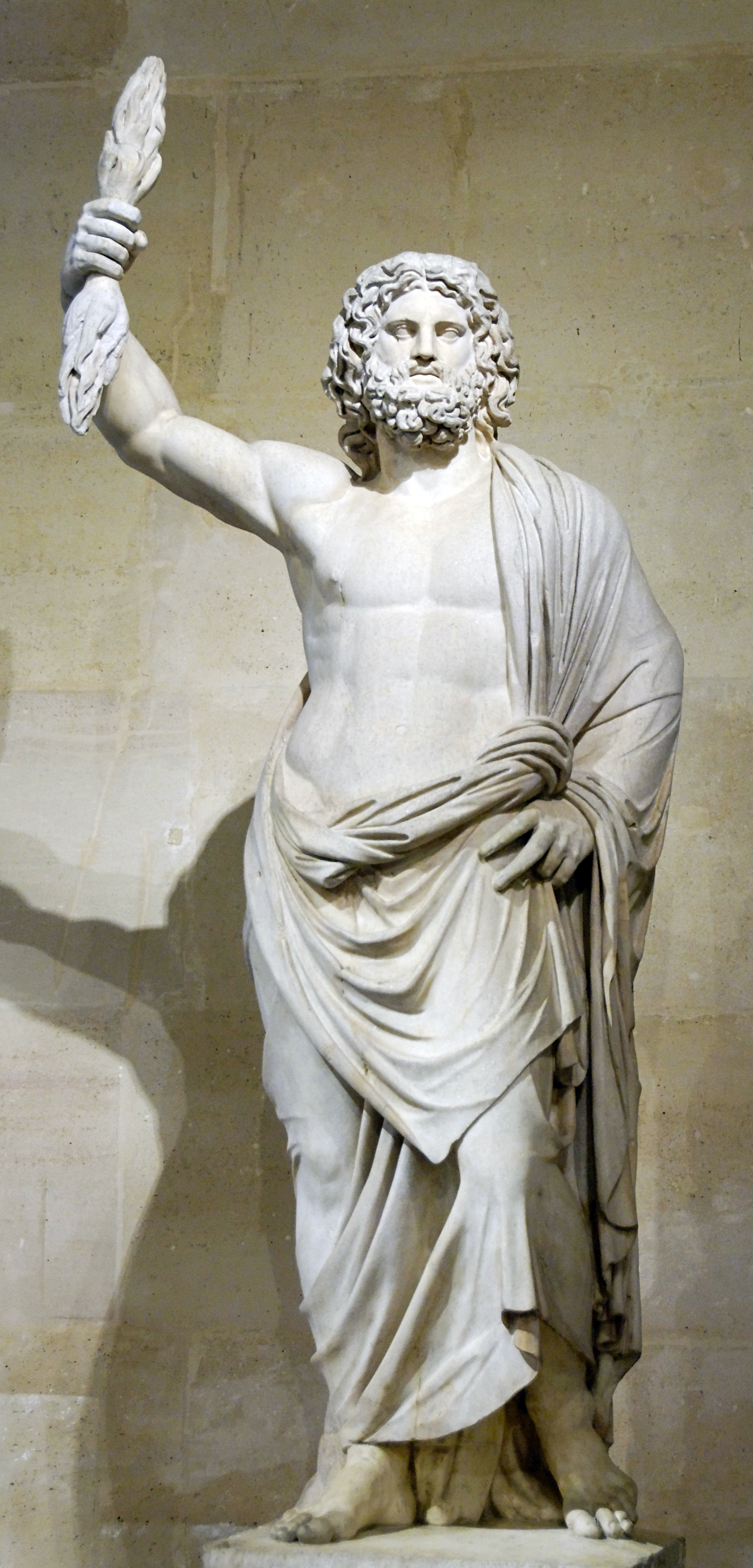
Zeus de Esmirna, desenterrado en el año 1600. (Actualmente se encuentra en el museo del Louvre, en París).

En la mitología griega, Zeus (en griego clásico: Ζεύς [zeús]; en griego moderno: Δίας [días]; en latín: Zeus), es «el principal y el más grande de los dioses»,
una divinidad a la que se denomina a veces con el título de «padre de los dioses y los hombres». Gobierna a los dioses olímpicos como un padre a una familia, de forma que incluso los que no eran sus hijos naturales se dirigen a él como tal. Es el rey de los dioses, supervisa el mundo entero y tiene su morada en el monte Olimpo.
Al mismo tiempo, es el dios del cielo, maneja su arma más terrible, el rayo, y es el garante de que se cumplan las leyes y el destino. Entre sus atributos se incluyen el cetro y la corona (como símbolos de su poder), el rayo, el águila, el toro y el roble. Además de su herencia indoeuropea, el clásico Zeus «recolector de nubes» también obtuvo ciertos rasgos iconográficos de culturas del antiguo Oriente Próximo, como el cetro.
Zeus fue comúnmente representado por los artistas griegos en dos poses: de pie, avanzando con un rayo levantado en su mano derecha, y sentado majestuosamente. Hijo de Cronos y Rea, era el más joven de sus descendientes y a menudo es descrito por el patronímico de Cronida o Cronión. En la mayoría de las tradiciones aparece casado con su hermana Hera. Es conocido por sus numerosas aventuras y amantes, fruto de las cuales nacieron muchas deidades y héroes.
En griego, el nombre del dios es Zeús en el caso nominativo, y Διός [Diós] en el genitivo. Las formas más antiguas del nombre son las micénicas di-we y di-wo, escritas en lineal B. La palabra Zeus está relacionada con Dios y con Júpiter (de «Dyu-piter», *Dyeu-, ‘luz’ y piter, pater, ‘padre'), y esta, a su vez, con ‘brillo’, ‘luz diurna’.
Su equivalente en la mitología romana era Júpiter; en la etrusca, Tinia; en el hinduismo, Diaus Pitar; en la egipcia, Amón; y en la cananea, Baal.

## Cultos
La evidencia más antigua del culto al dios Zeus data del 1340 a. C. (± 50 años, o sea, entre el 1390 y el 1290 a. C.) y se encontró en el monte Liceo, en la península griega del Peloponeso.

### Cultos panhelénicos
El principal centro donde los griegos se reunían para rendir honores al rey de sus dioses era Olimpia. El festival cuatrienal que se celebraba allí incluía los Juegos olímpicos. Había también un altar dedicado a Zeus construido no de piedra, sino de ceniza, procedente de los restos acumulados durante muchos siglos de animales sacrificados allí en honor a la deidad.
Además de los principales santuarios situados entre polis, no había formas de culto a Zeus que compartiese todo el mundo griego. La mayoría de los títulos enumerados más abajo, por ejemplo, podían encontrarse en ciertos templos griegos desde Asia Menor hasta Sicilia. Determinados rituales se celebraban de la misma forma también: sacrificar un animal blanco sobre un altar elevado, por nombrar uno.

### Etimología

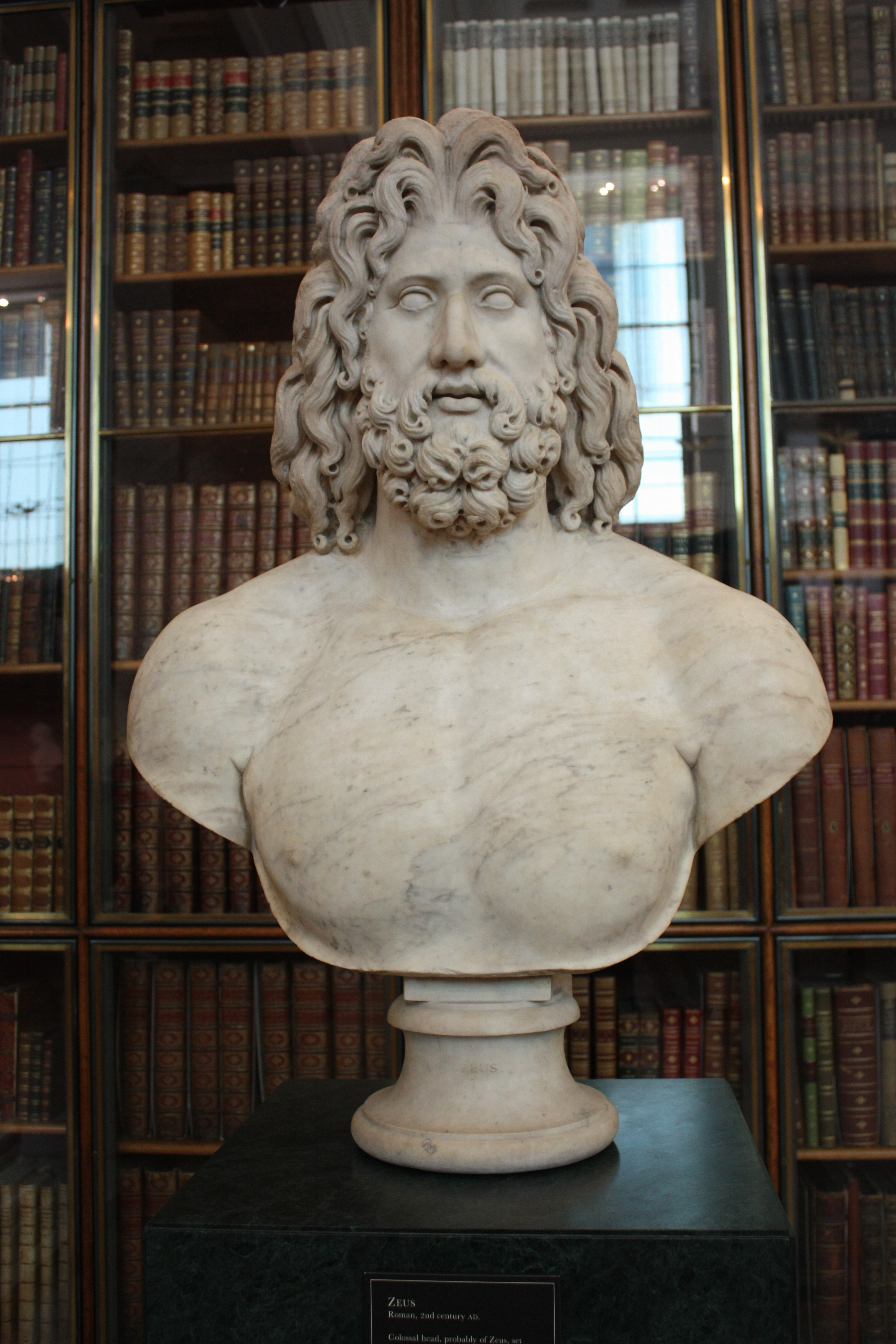
Zeus, Museo Británico

Zeus, poéticamente llamado con el vocativo, Zeu Pater (‘Zeus Padre’), es una continuación de *Di̯ēus, el dios protoindoeuropeo del cielo diurno (hasta el 2000 a. C.), también llamado *Di̯eus Ph2tēr (‘Padre Cielo’).
El dios es conocido bajo este nombre en el texto épicomitológico Rig-veda (1500 a. C.), comparable con Dyaus Pita).
En latín fue conocido como Júpiter, que proviene de Iuppiter, derivado del vocativo protoindoeuropeo *dyeu-ph2tēr),
derivado de la forma básica *dyeu- (‘brillar’),
En la mitología germana y nórdica se le conoció como *Tīwaz >
AAA Ziu,
nórdico antiguo Tyr), junto con el latín Dis (una variante de dīves), deus y dīvus,
proveniente del sustantivo protoindoeuropeo relacionado *deiwos.
Para los griegos y romanos, el dios del cielo era también el dios supremo, mientras que esta función era desempeñada por Odín entre las tribus germánicas, por lo que no identificaban a Zeus/Júpiter con Tyr ni con Odín, sino con Thor (Þórr). Zeus es la única deidad del panteón olímpico cuyo nombre tiene una etimología indoeuropea tan transparente.

### Papel y epítetos
Zeus desempeñaba un papel dominante, presidiendo el panteón olímpico de la Grecia Antigua. Engendró a muchos de los héroes con mujeres mortales (véase una lista en anexo) y aparecía en muchos cultos locales. Aunque el «recolector de nubes» homérico era el dios del cielo y el trueno como sus equivalentes de Oriente Próximo, era también el artificio cultural supremo. En algunos sentidos, era para los griegos la encarnación de sus creencias religiosas y la deidad arquetípica.
Además de los epítetos locales que simplemente designaban al dios haciendo algo arbitrario en algún lugar particular, los epítetos o títulos aplicados a Zeus enfatizaban diferentes aspectos de su gran autoridad:
- Olimpio enfatizaba el reinado de Zeus sobre los dioses y sobre el festival panhelénico en Olimpia.
- Un título relacionado era Panhelenio (‘de todos los helenos’), a quien estaba dedicado el famoso templo de Éaco en Egina.
- Como Xenio, Zeus era el patrón de la hospitalidad y los invitados, presto a vengar cualquier injusticia cometida contra un extraño (ξένος, xénos).
- Como Horquio era el vigilante de los juramentos. A los mentirosos que eran descubiertos se les hacía dedicar una estatua a Zeus, con frecuencia en el santuario de Olimpia.
- Como Agoreo, Zeus vigilaba los negocios en el ágora y castigaba a los comerciantes deshonestos.
- Como Polizo (‘ciudadano’) le estaba dedicado un santuario de Zeus Polieo en la Acrópolis de Atenas.
- Como Egidoco (Αἰγιδούχος) o Egíoco (Αἰγίοχος) era el portador de la égida, con la que infundía terror al impío y sus enemigos.[14]

Otros derivan este epíteto de αίξ (‘cabra’) y οχή (‘crianza’), tomándolo como una alusión a la leyenda de Zeus mamando del pecho de Amaltea.
- Como Miliquio (‘amable’, ‘melifluo’ o ‘meloso’) subsumió un arcaico daimon ctónico apaciguado en Atenas.
- Como Taleo (‘solar’) fue adorado en Creta.
- Como Zeus Cronión (‘hijo de Crono’), amontonador de nubes.[17]
- Como Zeus Casio, honrado en el monte Casio en Siria, con una fiesta anual. Era adorado en Pelusio, en Seleucia Pieria, en la isla de Delos y en la de Córcira. Derivado del dios semítico Baal Safón (lanzador del rayo). En su origen ugarítico era considerado un dios de la navegación.[18]
- Como Memactes (Μαιμάκτης [maimáctes], literalmente ‘impetuoso, violento’, en relación con las tormentas invernales) era honrado en Atenas durante las fiestas memacterias en el mes Memacterión (aproximadamente noviembre).[19]
- Como Labrandeo o Zeus Labrando fue adorado en Caria. Su sede sagrada fue Labraunda y era representado sujetando un hacha de doble filo (labrys). Está relacionado con el dios hurrita del cielo y la tormenta, Teshub.
- Como Zeus Eleuterio (Ἐλευθέριος o Ἐλευθερεύς), recibe este nombre cuando se alude a su condición de «libertador» o «portador de la libertad». Los griegos antiguos siempre han dado un gran valor a la libertad y por no hablar de ello asociaban este atributo a Zeus, el cual era también asociado a Eros y Dioniso en algunas zonas del Ática. En honor a esta versión del dios se realizaba una fiesta en varias ciudades griegas llamada Eleuterias.

### Cultos locales

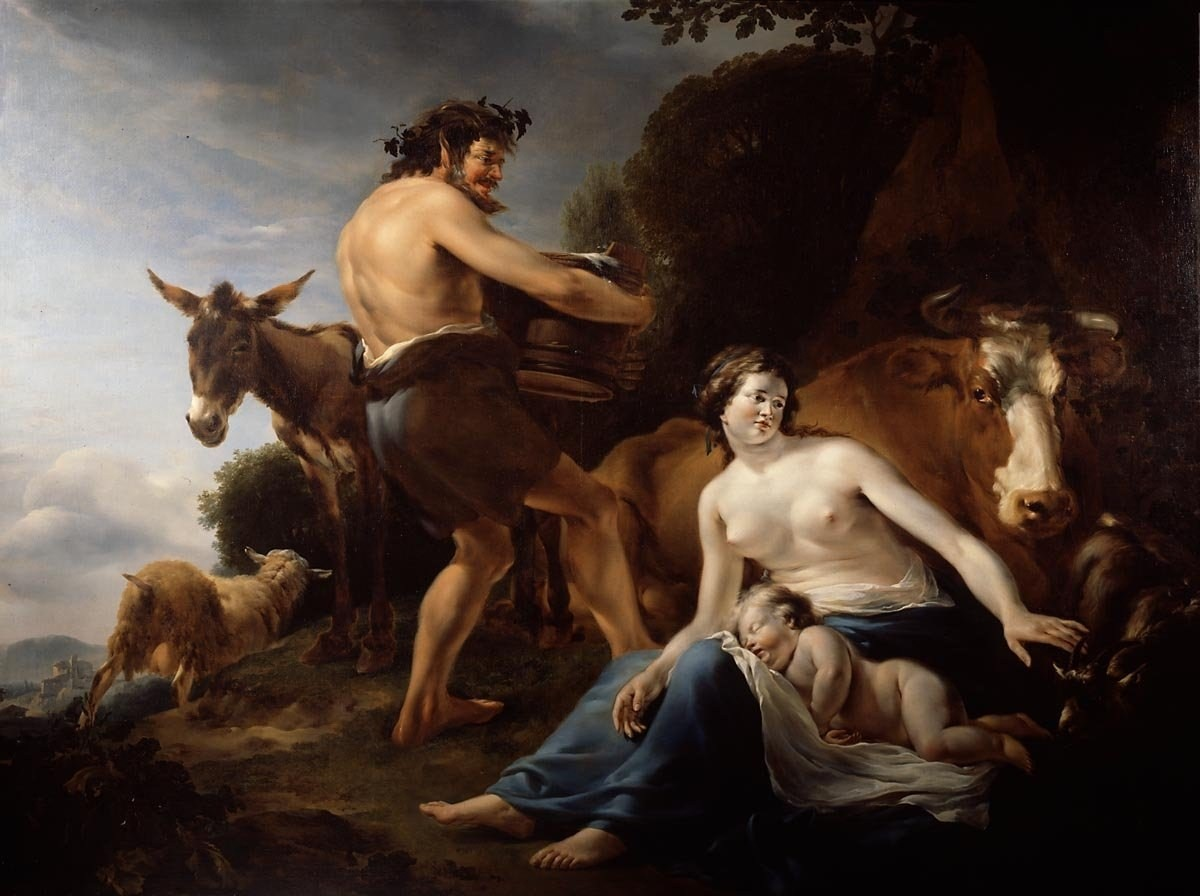
La infancia de Zeus por Nicolaes Pietersz Berchem (1621-1683).

Además de los títulos y conceptos panhelénicos enumerados anteriormente, los cultos locales mantuvieron sus propias ideas idiosincrásicas sobre el rey de los dioses y los hombres. A continuación se enumeran algunas de ellas:
- Con el epíteto Etneo fue adorado en el volcán Etna, donde hubo una estatua suya y se celebraba en su honor una fiesta local llamada Etnea.[20]
- Como Eneio o Enosio fue adorado en la isla de Cefalonia, donde tuvo un templo en el monte Enos.[21]
- Como Agamenón fue adorado en la ciudad griega de Esparta. Eustacio cree que el dios derivó este nombre del parecido entre él y Agamenón, mientras otros creen que es un simple epíteto que significa ‘el eterno’ (de ἀγὰν y μένων).[22]

#### Zeus cretense
Algunas tradiciones indican que Zeus habría nacido en el monte Liceo, en Arcadia, pero la mayoría reconocían a la isla de Creta como lugar de nacimiento de Zeus. La civilización minoica contribuyó de forma esencial a la antigua religión griega: «por un centenar de canales la vieja civilización se vació en la nueva», señaló Will Durant, y el Zeus cretense retuvo sus características juveniles minoicas. El hijo local de la Gran Madre, «una deidad pequeña e inferior que asumió los papeles de hijo y consorte»,
cuyo nombre minoico los griegos helenizaron como Velcanos, fue en su momento asumido como epíteto por Zeus, como ocurrió en muchos otros lugares, y pasó a ser venerado en Creta como Zeus Velcanos, el «Zeus-niño», a menudo simplemente Kouros.
En Creta, Zeus fue adorado en una serie de cuevas en Cnosos, Ida y Palecastro. En el período helenístico se fundó un pequeño santuario dedicado a Zeus Velcanos en el yacimiento de Hagia Triada. Monedas aproximadamente contemporáneas de la ciudad de Festo muestran la forma bajo la que fue adorado: un joven sentado entre las ramas de un árbol, con un gallo sobre las rodillas.
En otras monedas cretenses, Velcanos es representado como un águila y junto a una diosa celebrando un matrimonio místico.
Inscripciones en Gortina y Licto registran una fiesta Velcania, demostrando que Velchanios fue aún ampliamente venerado en la Creta helénica.

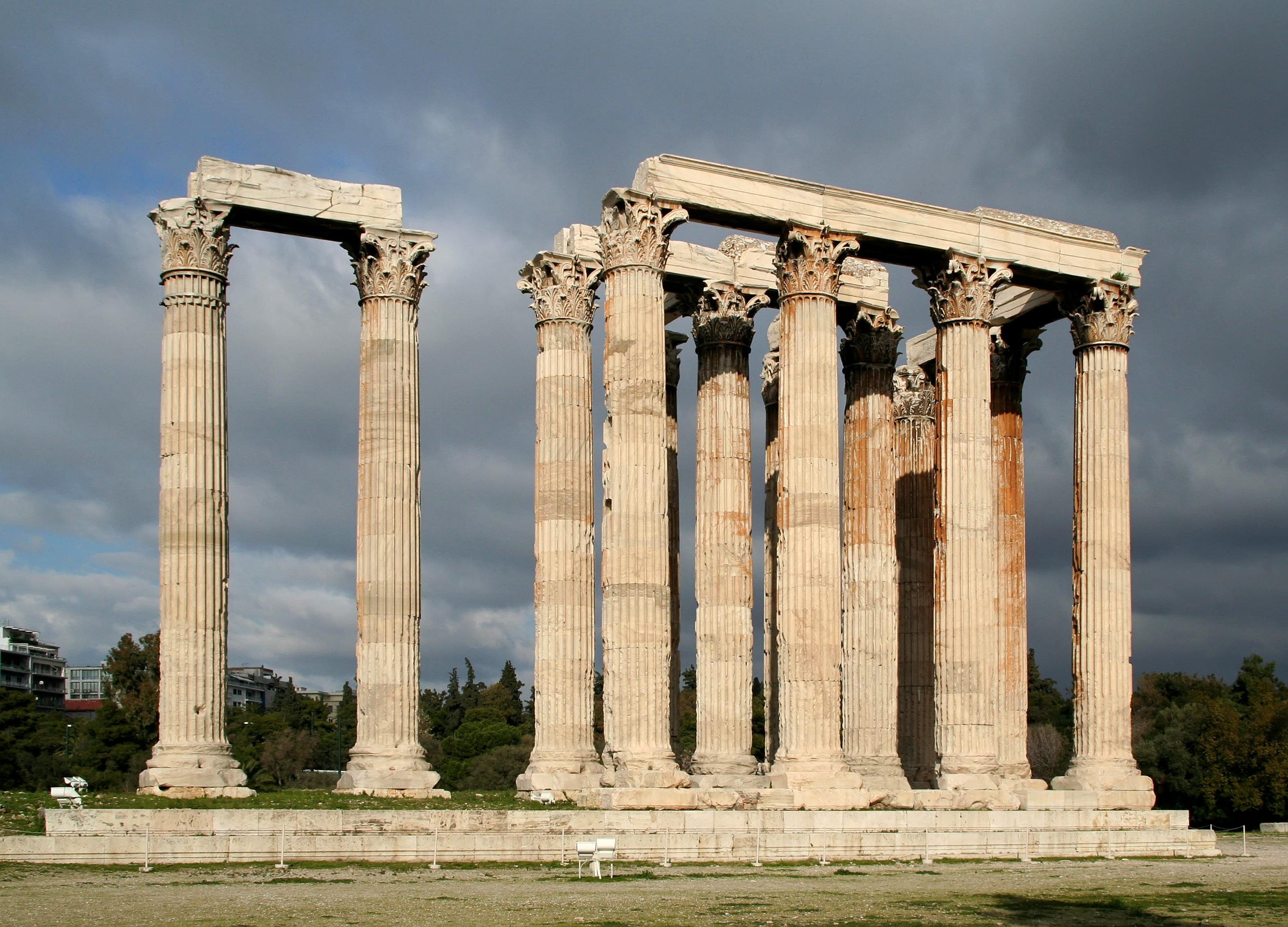
Templo de Zeus, Olympieion.

Las historias de Minos y Epiménides sugieren que estas cuevas fueron alguna vez usadas para la adivinación incubadora por reyes y sacerdotes. El escenario dramático de las Leyes de Platón está en la ruta de peregrinaje a uno de estos sitios, enfatizando el conocimiento arcaico de Creta. Allí Zeus fue representado en el arte como un joven de largos cabellos en lugar de como un adulto maduro, y en los himnos se apelaba a él como ho megas kouros, ‘el gran joven’. Estatuíllas de marfil del «niño divino» fueron desenterradas cerca del laberinto de Cnosos por Arthur Evans.
Junto con los Curetes, un grupo de extáticos bailarines armados, Zeus presidía el riguroso entrenamiento militar y atlético y los ritos secretos de la paideia cretense.
El mito de la muerte del Zeus cretense, localizado en varios yacimientos montañosos aunque nombrado solo en una fuente relativamente tardía, Calímaco,
junto con la afirmación de Antonino Liberal de que un fuego se encendía anualmente desde la cueva de nacimiento que el infante compartió con un enjambre mítico de abejas, sugiere que Velcanos había sido un espíritu anual de la vegetación.
El escritor heleno Evémero aparentemente propuso la teoría de que Zeus había sido en realidad un gran rey de Creta y que su gloria lo habría lentamente transformado tras su muerte en una deidad. Las obras de Evémero no se han conservado, pero los escritores patrísticos cristianos asumieron la sugerencia con entusiasmo.

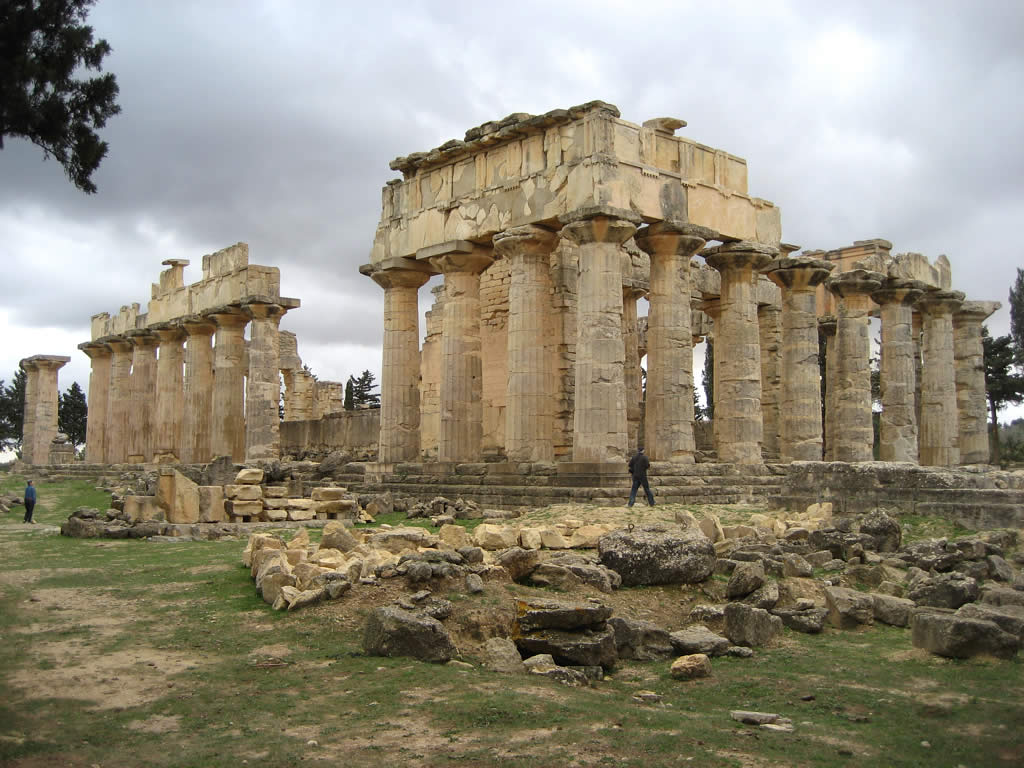
Templo de Zeus, en Cirene.

#### Zeus Eleuterio
En griego Ἐλευθέριος, 'Eleutherios' o Ἐλευθερεύς, 'Eleutheréus', es uno de los nombres dados a Zeus, rey de los dioses olímpicos en la mitología griega. Recibe este nombre cuando se alude a su condición de «libertador» o «portador de la libertad». Los griegos antiguos siempre han dado un gran valor a la libertad y por ello asociaban este atributo a Zeus, el cual era también asociado a Eros y Dioniso en algunas zonas del Ática. En honor a esta versión del dios se realizaba una fiesta en varias ciudades griegas llamada Eleuterias.

##### En Samos
Tras la caída de la tiranía de Polícrates hacia el 522 a. C., Samos fue gobernada por Meandro, que había sido secretario del tirano.
Marcando un contraste con el régimen anterior, Meandro instituyó un culto a Zeus Eleuterio.

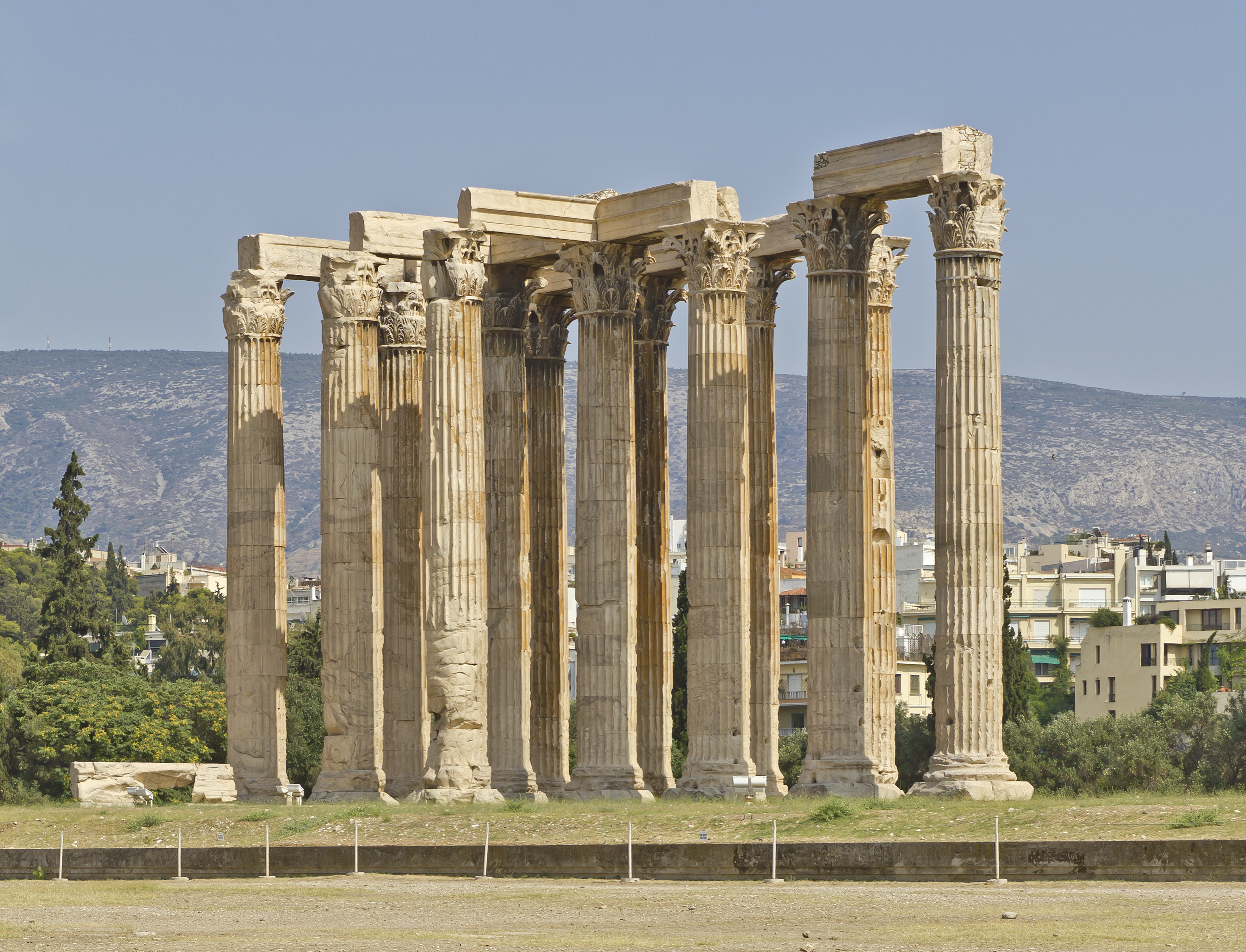
Templo de Zeus en Atenas.

##### En Atenas
En el Ágora de Atenas se construyó un pórtico (stoa) dedicado a Zeus llamándolo Eleuterio por ser el «defensor de la libertad y la integridad del pueblo». Este pórtico, situado junto a la estoa Basileos, se comenzó a construir en torno al 425 a. C., y se terminó hacia el 410.

#### En Platea
El señor Zeus, tras la victoria griega sobre los persas en la batalla de Platea del año 479 a. C., el general y regente espartano Pausanias llevó a cabo un sacrificio a Zeus Eleuterio en el ágora de la ciudad de Platea.
El texto de una inscripción del siglo III a. C., hallada en 1971 por el arqueólogo griego Theodoros Spyropoulos cerca de las murallas de Platea, demuestra que unos dos siglos después de la batalla existía en la ciudad un culto a «Zeus Libertador y la Concordia de los griegos», así como un certamen atlético en honor de los «combatientes contra los bárbaros por la libertad de los griegos».
En la ciudad había un altar consagrado a Zeus Eleuterio, y se celebraban cada cinco años unos juegos conocidos con el nombre de Eleuterias.

#### En Siracusa

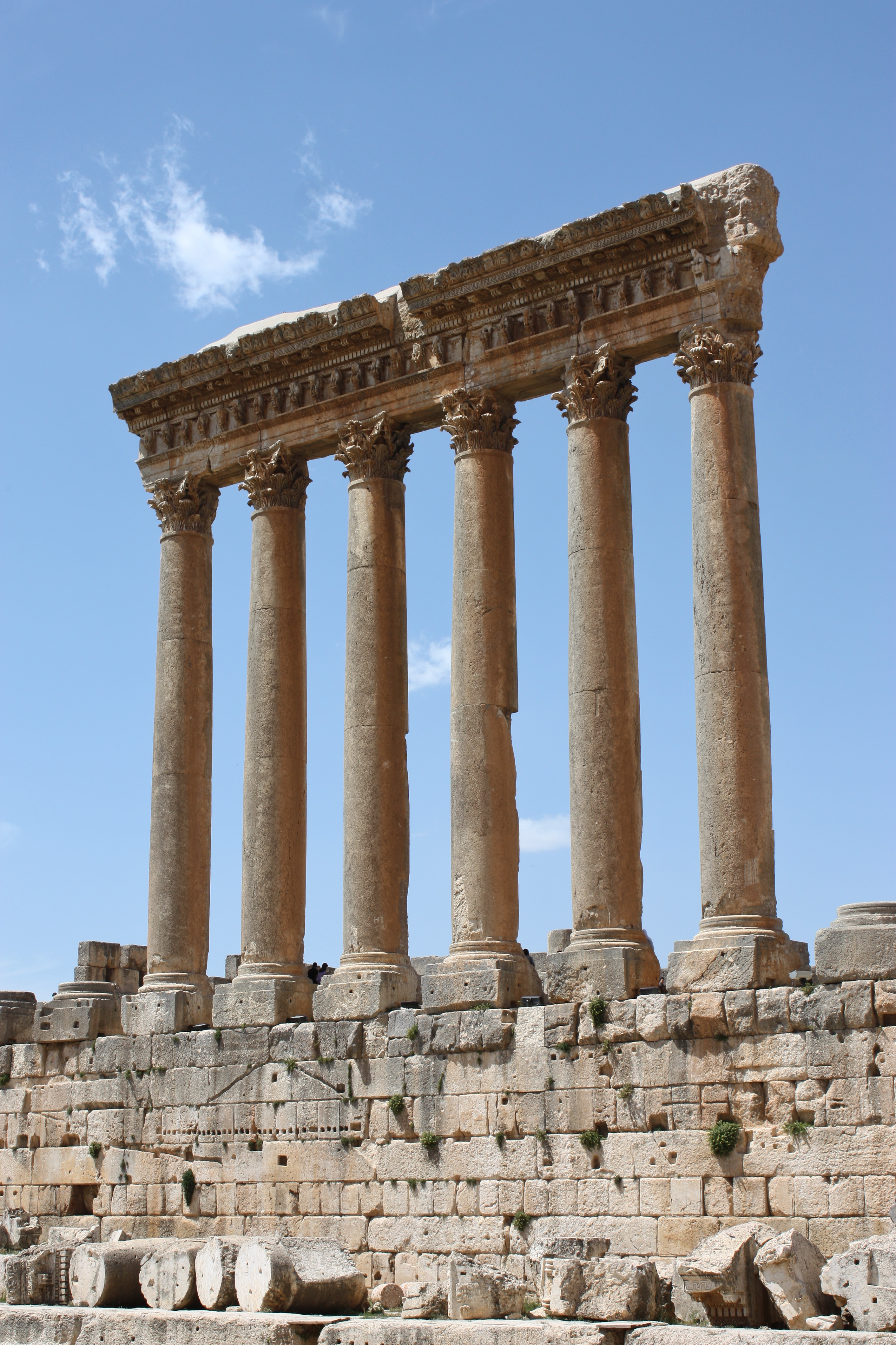
Templo en Baalbek.

Asimismo, en la Antigua Siracusa, también se construyó y consagró un templo a Zeus Eleuterio en 465 a. C.

#### Zeus Liceo en Arcadia
El epíteto Liceo (lykaios, ‘lobuno’) es asumido por Zeus solo en relación con las fiestas arcaicas de las Liceas en las faldas del monte Liceo, el pico más alto de Arcadia. Zeus tenía solo una relación formal
con los rituales y mitos de este primitivo rito de paso, con una antigua amenaza de canibalismo y la posibilidad de una transformación en hombre lobo de los efebos que participaban.
Cerca del antiguo montón de cenizas donde los sacrificios se celebraban
había un recinto prohibido donde, supuestamente, ninguna sombra era jamás proyectada.
Según Platón,
cierto clan se reuniría en la montaña para realizar un sacrificio cada nueve años a Zeus Liceo, y mezclarían un único trozo de entrañas humanas con las del animal. Se decía que quien comía la carne humana se transformaba en un lobo, y solo podía recuperar su forma original si no volvía a comer carne humana hasta que hubiese terminado el siguiente ciclo de nueve años. Hubo juegos relacionados con las Liceas, retirados en el siglo IV a. C. a la primera urbanización de Arcadia, Megalópolis, donde un templo principal fue dedicado a Zeus Liceo.

#### Zeus subterráneo
Aunque la etimología indica que Zeus era originalmente un dios del cielo, muchas ciudades griegas honraban a un Zeus local que vivía bajo tierra, y que con el paso del tiempo terminaría confundiéndose o asimilándose con la figura de Hades. Los atenienses y sicilianos adoraban a Zeus Meiliquios, mientras otras ciudades tenían a Zeus Ctonio (‘terrestre’), Catactonio (‘subterráneo’) y Plusio (‘dador de riquezas’). Estas deidades podían ser representadas como serpientes o con forma humana en el arte, o de ambas maneras juntas para mayor énfasis. También recibían ofrendas de víctimas animales negras en pozos hundidos, como se hacía con deidades ctónicas como Perséfone y Deméter, y también con los héroes en sus tumbas. Los dioses olímpicos, por el contrario, recibían normalmente sacrificios de víctimas blancas sobre altares elevados.
En algunos casos, las ciudades no estaban completamente seguras de si el daimon para quien realizaban el sacrificio era un héroe o un Zeus subterráneo. De ahí que el altar en Lebadea en Beocia pudiera corresponder al héroe Trofonio o a Zeus Trofonio (‘el criador’), según se consulte a Pausanias o a Estrabón. El héroe Anfiarao era adorado como Zeus Anfiarao en Oropo, en la zona limítrofe entre Beocia y el Ática, y los espartanos tenían incluso un altar a Zeus Agamenón.

### Oráculos de Zeus

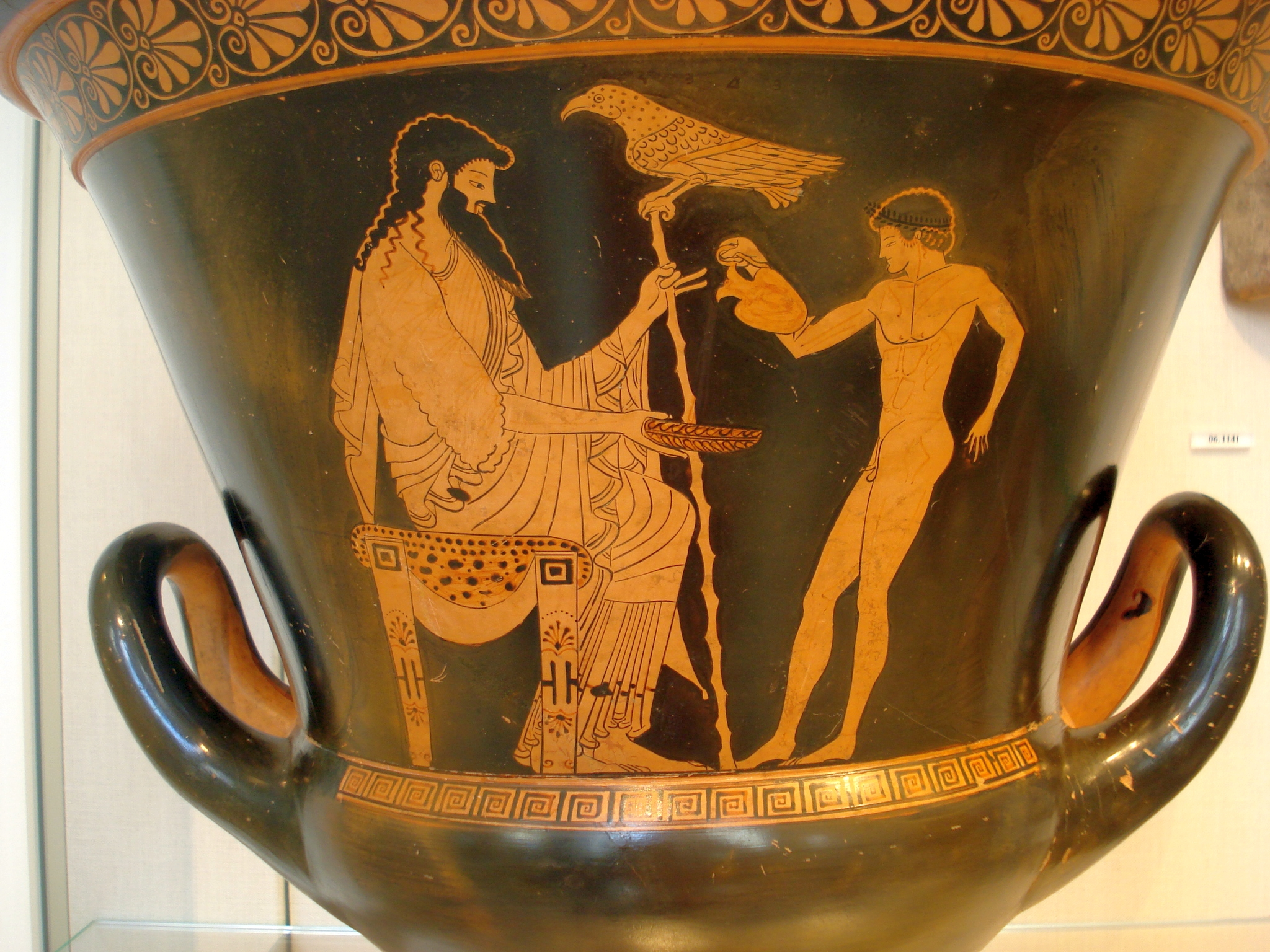
La emblemática vara arcaica con cabeza de águila sobrevivió en el periodo clásico: Zeus servido por Ganimedes en una crátera ática (c. 490-480 a. C.).

Aunque la mayoría de los oráculos solían estar dedicados a Apolo, los héroes o diversas diosas como Temis, algunos lugares oraculares fueron dedicados a Zeus.

#### El oráculo de Dódona
El culto a Zeus en el Oráculo de Dódona en Epiro, donde hay evidencias de actividad religiosa a partir del II milenio a. C., tenía su centro en un roble sagrado. Cuando la Odisea fue compuesta (sobre el 750 a. C.), las profecías eran realizadas por sacerdotes descalzos llamados Selloi, que yacían en el suelo y observaban el susurro de las hojas y las ramas.
En la época en la que Heródoto escribió sobre Dódona, las sacerdotisas llamadas peleiades (‘palomas’) habían reemplazado a estos sacerdotes.
En Dódona la consorte de Zeus no era Hera sino la diosa Dione, cuyo nombre es la forma femenina de «Zeus». Su posición como titánide sugiere según algunos que puede haber sido una deidad prehelénica más poderosa, y quizás la ocupante original del oráculo.

#### El oráculo del pueblo
El oráculo de Amón del oasis de Siwa, en el desierto occidental de Egipto, no quedaba dentro de los límites del mundo griego antes de Alejandro Magno, pero aun así tenía gran influencia en los griegos durante la era arcaica: Heródoto menciona consultas a Zeus Amón en su relato de las guerras médicas. Zeus Amón era especialmente honrado en Esparta, donde existía un templo dedicado a él en la época de la guerra del Peloponeso.
Después de que Alejandro hiciese una incursión en el desierto para consultar el oráculo de Siwa, surgió el personaje de la sibila libia.

### Zeus y los dioses extranjeros
Zeus fue identificado con el dios romano Júpiter y estaba asociado en la imaginación sincrética clásica (véase interpretatio graeca) con algunos otros dioses, tales como el egipcio Amón y el etrusco Tinia. Junto con Dioniso, Zeus absorbió el papel del dios jefe frigio Sabacio en la deidad sincrética conocida en Roma como Sabazius. Algunos mitólogos comparativos modernos lo alinean con el hindú Indra.

### Culto en la actualidad

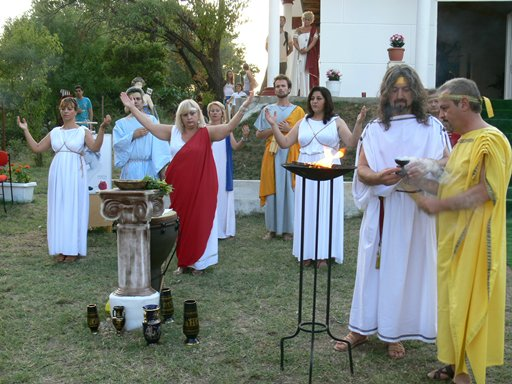
Rituales helenistas (o dodecateístas) en el Templo Helénico de la ciudad de Tesalónica (Grecia).

En los últimos años del siglo XX, el culto a Zeus y a los dioses olímpicos encontró nuevos seguidores en Grecia, pese a la firme oposición de la Iglesia Ortodoxa. Durante las dos primeras décadas del siglo XXI, se llevaron a cabo sendas ceremonias «ilícitas» en el templo de Hefestos, debajo de la Acrópolis. La religión clásica se denomina helenismo, y fue reconocida en 2017 oficialmente por los tribunales griegos, se le permite actualmente la utilización de los antiguos lugares de culto, tal y como son autorizadas las ceremonias de los nuevos druidas británicos en Stonehenge.

## Zeus en la mitología

### Nacimiento
En la versión más extendida Cronos fue padre de varios hijos con Rea: Hestia, Deméter, Hera, Hades y Poseidón, pero se los tragó tan pronto como nacieron, ya que Gea y Urano le habían revelado que estaba destinado a ser derrocado por su propio hijo, tal como él había destronado a su padre. Pero cuando Zeus estaba a punto de nacer, Rea pidió consejo a Gea para urdir un plan que lo salvara, y así Cronos tuviera el justo castigo a sus actos contra Urano y contra sus propios hijos. Rea se escondió en la isla de Creta, donde dio a luz a Zeus. Luego engañó a Cronos, dándole una piedra envuelta en pañales que este tragó en seguida sin desconfiar.
|      |      |      |      |      |      |  |  |          |          |          |          |          |          | Urano | Urano | Urano | Urano | Urano | Urano |       |       |       |       |       |       | Gea   | Gea   | Gea           | Gea           | Gea           | Gea           |               |               |        |        |        |        |  |  |         |         |         |         |         |         |  |  |
|      |      |      |      |      |      |  |  |          |          |          |          |          |          | Urano | Urano | Urano | Urano | Urano | Urano |       |       |       |       |       |       | Gea   | Gea   | Gea           | Gea           | Gea           | Gea           |               |               |        |        |        |        |  |  |         |         |         |         |         |         |  |  |
|      |      |      |      |      |      |  |  |          |          |          |          |          |          |       |       |       |       |       |       |       |       |       |       |       |       |       |       |               |               |               |               |               |               |        |        |        |        |  |  |         |         |         |         |         |         |  |  |
|      |      |      |      |      |      |  |  |          |          |          |          |          |          |       |       |       |       |       |       |       |       |       |       |       |       |       |       |               |               |               |               |               |               |        |        |        |        |  |  |         |         |         |         |         |         |  |  |
|      |      |      |      |      |      |  |  |          |          |          |          | Rea      | Rea      | Rea   | Rea   | Rea   | Rea   |       |       | Crono | Crono | Crono | Crono | Crono | Crono |       |       | Otros Titanes | Otros Titanes | Otros Titanes | Otros Titanes | Otros Titanes | Otros Titanes |        |        |        |        |  |  |         |         |         |         |         |         |  |  |
|      |      |      |      |      |      |  |  |          |          |          |          | Rea      | Rea      | Rea   | Rea   | Rea   | Rea   |       |       | Crono | Crono | Crono | Crono | Crono | Crono |       |       | Otros Titanes | Otros Titanes | Otros Titanes | Otros Titanes | Otros Titanes | Otros Titanes |        |        |        |        |  |  |         |         |         |         |         |         |  |  |
|      |      |      |      |      |      |  |  |          |          |          |          |          |          |       |       |       |       |       |       |       |       |       |       |       |       |       |       |               |               |               |               |               |               |        |        |        |        |  |  |         |         |         |         |         |         |  |  |
|      |      |      |      |      |      |  |  |          |          |          |          |          |          |       |       |       |       |       |       |       |       |       |       |       |       |       |       |               |               |               |               |               |               |        |        |        |        |  |  |         |         |         |         |         |         |  |  |
| Hera | Hera | Hera | Hera | Hera | Hera |  |  | Poseidón | Poseidón | Poseidón | Poseidón | Poseidón | Poseidón |       |       | Zeus  | Zeus  | Zeus  | Zeus  | Zeus  | Zeus  |       |       | Hades | Hades | Hades | Hades | Hades         | Hades         |               |               | Hestia        | Hestia        | Hestia | Hestia | Hestia | Hestia |  |  | Deméter | Deméter | Deméter | Deméter | Deméter | Deméter |  |  |

Los diferentes cultos y tradiciones locales abrumaban a los autores tardíos. Estos imaginaron una multiplicación de varias identidades del dios Zeus. Cicerón recuenta hasta tres dioses Zeus (Júpiter); el primero nacido de Éter, el segundo de Urano (Caelus) y el tercero de Crono (Saturno).
Clemente también registra tres dioses de nombre Zeus: uno en Arcadia como hijo de Éter, siendo los otros dos hijos de Cronos el de Creta y el otro de Arcadia.
Lucio Ampelio igualmente recuenta hasta tres. El primero, arcadio es llamado Zeus Eterio (por ser hijo de Éter) y fue padre de Helios. El segundo, también arcadio, era llamado Crónida y fue padre de Perséfone y Dioniso. El tercero nació en Creta, era hijo de Crono y Rea y estaba considerado el mejor entre ellos.
Además Diodoro Sículo cuenta que había existido también otro Zeus, el hermano de Urano, que reinaba en Creta, muy inferior en gloria al que nació después; este Zeus fue el progenitor de los curetes.

### Infancia
Apolodoro dice que Rea, irritada porque Crono ya había devorado a cinco de sus vástagos, se dirige a Creta, estando encinta de Zeus, lo da a luz en una cueva de Dicte y se lo entrega a los curetes y a las ninfas Adrastea e Ida, hijas de Meliseo, para que lo críen. Estas alimentaban al niño con la leche de Amaltea. Los curetes, armados, custodiaban al niño en la cueva y golpeaban los escudos con las lanzas para que Crono no oyera su voz.
La Teogonía de Hesíodo refiere que los padres de Rea, Gea y Urano, la enviaron a Licto, un pueblo rico de Creta. Una vez allí Gea recogió al infante, lo cuidó y lo crio en persona.
Otras tradiciones dicen que los nueve telquines de Rodas que acompañaron a Rea hasta Creta para hacerse cargo de la educación de Zeus adolescente y entonces recibieron el nombre de curetes.
El escritor latino Higino, alterando un poco el relato, dice que la profecía del destronamiento de Crono solo incluía a los hijos varones, así que arrojó a Hades al Tártaro y a Poseidón a las profundidades del mar. En esta versión la propia Hera le pide a su madre al Zeus recién nacido y se lo llevó a Creta. Fue en este momento cuando Crono se puso a rastrear por toda la tierra a su hijo benjamín. Amaltea, la nodriza del niño, lo colgó en una cuna bajo un árbol, para que no pudiese ser encontrado ni en la tierra, ni en el cielo, ni en el mar. Cuando finalmente el llanto del bebé pudo ser escuchado, Hera convocó a unos jóvenes y les entregó unos escudos pequeños de bronces y unas lanzas, y les ordenó que diesen vueltas alrededor del árbol causando un alboroto. Estos son llamados curetes, o bien coribantes o incluso lares.
Las versiones varían mucho en cuanto a los nombres de las nodrizas que se hicieron cargo del infante Zeus. Ya se han incluido a Adrastea, Ida y Amaltea. Calímaco dice que Rea dio a luz en Parrasia y confió al niño a Neda fue su primera nodriza. En Creta las compañeras de los coribantes, esto es, las ninfas melias, lo cuidaron: Adrastea lo mecía en una cuna, la cabra Amaltea le daba leche de sus ubres y la abeja Panácride le daba miel. Higino cita muchas variantes al respecto. Dice que Óleno, un hijo de Hefesto, tuvo dos hijas Ega y Hélice, quienes fueron las nodrizas. O bien las nodrizas fueron las hijas de Meliseo, rey de Creta. Museo dice que Zeus fue cuidado por Temis y Amaltea, que en esta versión es una ninfa. En Megalópolis estaba representada una estatua de Neda en un recinto sagrado llevando a Zeus niño en brazos, y acompañada de las ninfas Antracia, Hagno, Anquírroe y Mirtoesa. Tisoa también fue una de las nodrizas y otra fue Itome. Hélice y Cinosura fueron catasterizadas en los cielos. Melisa crio al infante con miel. Pausanias dice en el altar de Atenea Alea en Tegea estaba representada la propia Ide (o Ida) y que esta acompañaba a Énoe, Glauce, Neda, Tisoa, Antracia, Hagno, Alcíone y Frixa; todas ellas, junto con Rea, cuidaban al Zeus infante.
Algunas leyendas vinculan al infante Zeus con compañeros masculinos. Olimpo, que parece ser uno de los gigantes, recibió a Zeus en Creta y le enseñó todo sobre los asuntos divinos. Zeus, según se dice, abatió a su padre adoptivo y maestro porque había empujado a los gigantes a atacarle a su vez; pero cuando hubo golpeado, ante su cuerpo se llenó de remordimiento y, como no podía aplacar su pena de otra manera, dio su propio nombre a la tumba de su víctima. Por eso los cretenses dicen que hay una tumba de Zeus en Creta. Se cuenta que Celmis, que había sido el mejor amigo del infante Zeus, fue metamorfoseado en adamanto (acero) por haber ofendido a Rea. Otros dicen que cuando Zeus era todavía un infante y se hizo buen amigo de Aetos. Más tarde Hera lo metamorfoseó en animal y este sería el origen del águila de Zeus.

### Zeus se convierte en rey de los dioses

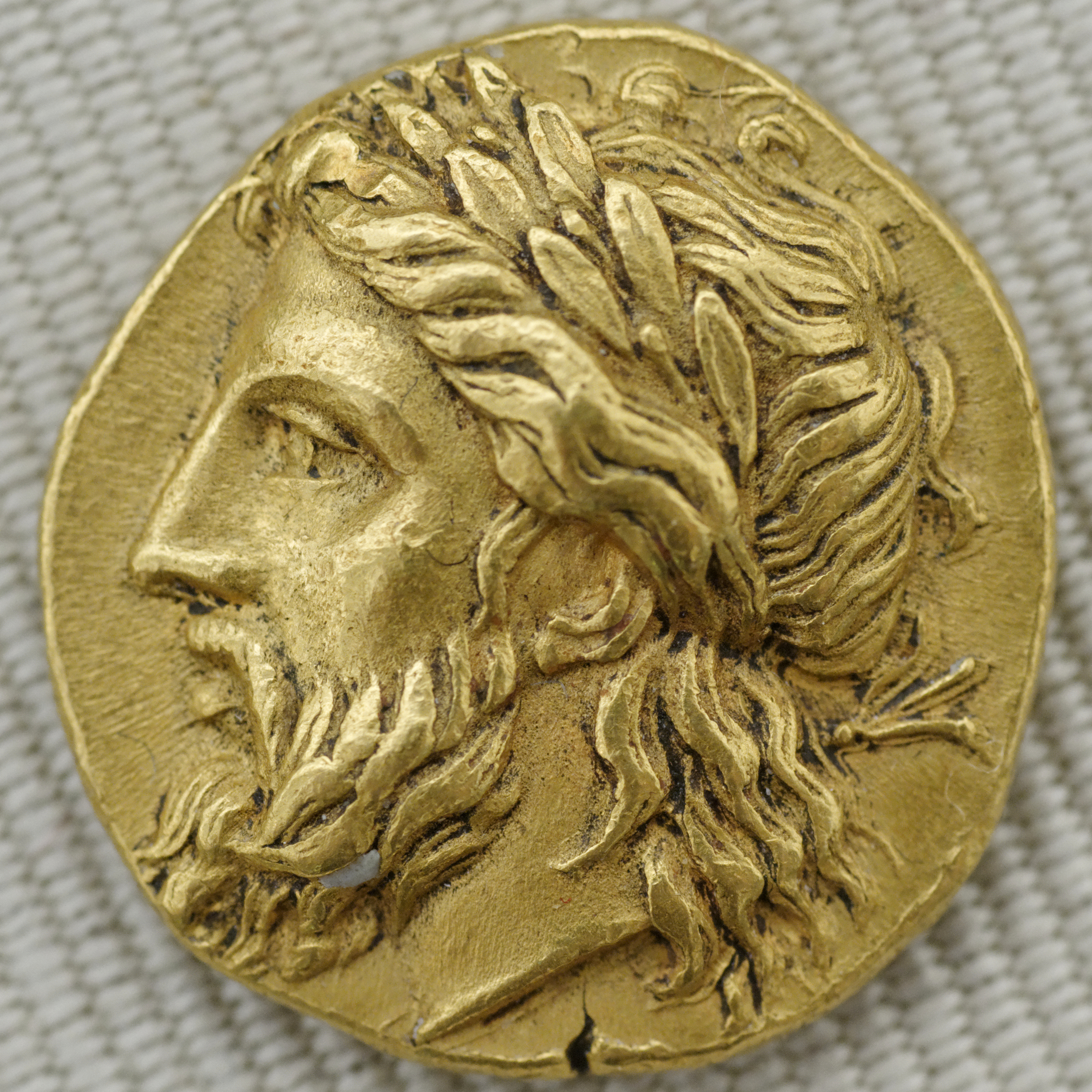
Cabeza laureada de Zeus en un tetradracma griego, creada en Lámpsaco, hacia el 360-340 a. C. (Actualmente en poder del Cabinet des Médailles de la Biblioteca Nacional de Francia, en París).

Tras hacerse adulto, Zeus obligó a Crono a regurgitar primero la piedra y después a sus hermanos en orden inverso al que los había tragado. En algunas versiones Zeus solicitó la ayuda de Metis, quien le dio a Crono un emético para obligarlo a vomitar al resto de sus hijos, pero otros dicen que sucedió gracias a las indicaciones de Gea y a la habilidad de Zeus. En cuanto a la piedra, Zeus la ubicó en el santuario del oráculo de Delfos, monumento para la posteridad, y allí fue conocida como el ónfalos («ombligo»).
Zeus, auxiliado por sus hermanos, hizo la guerra contra Crono y los titanes. Esta guerra, la Titanomaquia, duró diez años. Gea vaticinó a Zeus la victoria si se aliaba con los Cíclopes, que se encontraban arrojados en el Tártaro. Él, tras matar a Campe, la guardiana, desató sus ligaduras. Entonces los Cíclopes entregaron a Zeus el trueno, el relámpago y el rayo, a Hades el yelmo de invisibilidad y a Poseidón el tridente. Así armados vencieron a los titanes y los encerraron en el Tártaro dejando como guardianes a los Hecatónquiros. O bien fueron los propios Hecatónquiros quienes vencieron a los titanes arrojándoles peñascos que los sepultaron por completo. Durante la contienda Zeus había fulminado a Menecio con un rayo. Por su parte a Atlas, que había sido el líder del bando de los titanes, Zeus le condenó a sostener la bóveda del cielo sobre sus hombros.
Tras el fin de la Titanomaquia los tres Cronidas echaron a suertes el poder: Zeus obtuvo el dominio del cielo en medio del éter y las nubes, Poseidón el del mar espumoso y Hades el del tenebroso inframundo. No obstante la tierra y el alto Olimpo son de dominio común. Otros dicen que, animados por Gea, los dioses eligieron unánimemente a Zeus como el nuevo soberano y este distribuyó las dignidades de cada inmortal. Zeus favoreció especialmente a Hécate, a quien permitió conservar sus privilegios sobre el cielo, la tierra y el mar. También favoreció a Éstige y como muestra de gratitud hizo que las aguas de la corriente estigia sirvieran como testigo para el juramento irrevocable de los dioses.
Luego que Zeus expulsó del cielo a los titanes, Gea, la madre de estos, engendró al monstruoso Tifón. O bien esto sucedió tras la Gigantomaquia. Sea como fuere, poco después de subir al trono como rey de los dioses, Zeus tuvo que luchar contra Tifón. Este era tan poderoso que fue el único ser en vencer a Zeus, despojándolo de sus tendones. Pero más tarde Hermes y Egipán salvaron a Zeus y este, con fuerzas renovadas, aniquiló a Tifón con rayos
y lo enterró bajo el Etna.
El dominio de Zeus estuvo en peligro hasta tres veces más. Una vez durante la Gigantomaquia y otra bajo el asedio de los Alóadas. También se dice que hubo una vez en la que Hera, Poseidón y Atenea conspiraron para derrocar a Zeus, pero Tetis trajo a Briareo para que ayudara a Zeus, y el motín se calmó. Una vez que Zeus ya mantuvo un gobierno sin oponentes fue entonces en la búsqueda de una esposa adecuada. Primero escogió a Metis, luego a Temis, Eurínome, Deméter, Mnemósine, Leto y finalmente se desposó legítimamente con Hera, su hermana.

### Zeus y Hera

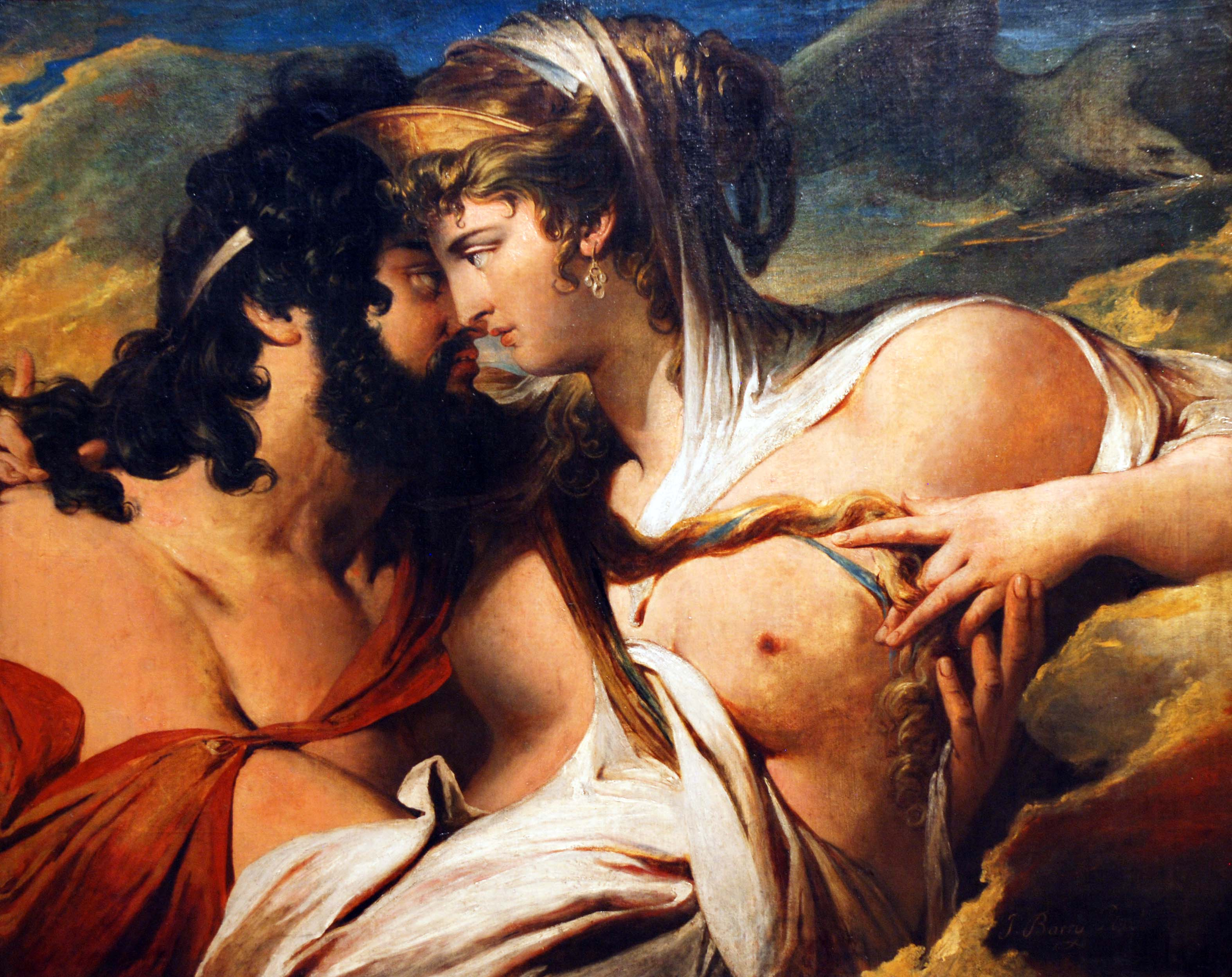
Zeus y Hera.

Zeus era hermano y marido de Hera, y por abolengo se dice que ambos eran iguales en dignidad, pues descendían del mismo padre.
Homero relata que en los primeros días que encontraron el amor, Zeus y Hera se acostaban juntos sin el conocimiento de sus padres.
Los legítimos descendientes del matrimonio entre Hera y Zeus son al menos Hebe (diosa de la juventud), Ares (dios de la guerra) e Ilitía (diosa de los alumbramientos).
Homero dice, aunque implícitamente, que Hefesto también nació de esta unión
y de la misma manera dice que Eris era hermana de Ares (por lo que de nuevo sería hija implícita de los mismos).
Otras fuentes, en diferentes contextos, dicen que de la unión legítima entre Zeus y Hera nacieron Hécate,
Angelos,
Libertas,
las cárites (sin individualizarlas)
y los curetes.  Los hijos de Zeus no podían tener parte en la honra del Olimpo si no mamaban del pecho de Hera.
Uno de los autóctonos, llamado Aquiles, era llamado «hijo de la Tierra». Cuando Hera huía de la unión con Zeus Aquiles la recibió en su cueva y la persuadió para que se casara con Zeus; se dice que este fue el primer matrimonio y coito entre Zeus y Hera. Zeus, entonces, prometió a Aquiles que haría famosos a todos los que llevaran su nombre. Es por esa razón que Aquiles, el hijo de Tetis, es famoso.
Sobre el matrimonio de los reyes del Olimpo, se dice que Zeus estuvo lleno de deseo por Hera durante trescientos años.
Zeus ordenó a Hermes que invitara a todos los dioses, hombres y animales para asistir a la boda. Fama es que la única que no acudió fue Quelona.
Gea llevó como presente de bodas varias manzanas de oro del mismísimo jardín de las Hespérides.
Pero Zeus es famoso por sus conquistas de muchas mujeres mortales ―entre las que destacan Sémele, Dánae, Alcmena, Ío, Europa y Leda― y ninfas, de las que nacieron los fundadores de muchas dinastías griegas. Hesíodo alega que Hera fue la última de las esposa de Zeus.
Zeus y Hera altercaban constantemente. Hera poseía un furor incontenible e irreprimible que Zeus a duras penas conseguía doblegar con palabras.
Ofendida por sus constantes infidelidades, Hera humillaba a Zeus frecuentemente con sus intrigas y como tal Zeus nunca confiaba completamente en su esposa.
Hera, celosa y vengativa, recurría a intrigas despiadas para destruir a las amantes de Zeus y a los hijos ilegítimos que nacían de estas uniones. Incluso llegó hasta tal punto que Zeus castigó a Hera colgándola del cielo por los dedos de los pies por haber intentado naufragar a Heracles con una tormenta.
Fue en este momento cuando Zeus arrojó a Hefesto del cielo por acudir en auxilio de Hera, que estaba atada.
Durante un tiempo, una ninfa llamada Eco tuvo el trabajo de distraer a Hera de estas aventuras hablándole incesantemente. Cuando Hera descubrió el engaño, maldijo a Eco a pronunciar solo las palabras de los demás.
Hera también competía por el afecto de Zeus con Ganimedes, un muchacho troyano a quien Zeus llevó al Olimpo para ser copero de los dioses, además de erómeno suyo.
Se dice que Hera, irritada con Zeus por el motivo que fuera, se retiró a la isla de Eubea, y que Zeus, como no podía persuadirla, fue a ver a Citerón, que era entonces señor de Platea y no era inferior en sabiduría a nadie. Citerón aconsejó a Zeus que hiciera una imagen de madera y!a llevara cubierta sobre una yunta de bueyes, y que dijera que se casaba con Platea, hija de Asopo. Él actuó siguiendo el consejo de Citerón. Hera en seguida se enteró y llegó en seguida; y cuando se acercó al carro y rompió el vestido de la imagen, se puso contenta con el engaño al encontrar una imagen de madera en lugar de una novia, e hizo las paces con Zeus. Por esta reconciliación celebraron las fiestas Dédalas, porque antiguamente llamaban a las imágenes de madera «dédalas».

### Raptos y metamorfosis
Los llamados «raptos» de Zeus no eran aventuras amorosas sino sucesos míticos que sucedían en los cultos locales a ninfas del agua o los bosques, que eran suplantadas por el orden patrilineal olímpico imperante, provocando una revolución cultural, social y religiosa, o al menos una reforma radical de las creencias antiguas y una lectura reinterpretada de las prácticas religiosas establecidas.
Resulta notable que ninguno de estos raptos involucrase a las diosas olímpicas. Zeus solía engendrar con la ninfa el progenitor epónimo de una estirpe de reyes que sobreviviría hasta épocas heroicas o históricas arcaicas. En muchos casos Hera, la «celosa» diosa que representaba las tradiciones religiosas conservadoras, se vengaba atrozmente de la desleal «desertora», quien sucumbía al nuevo orden (véase Ío, etcétera). Cuando la raptada era humana, su madre era siempre una ninfa o semidiosa.
Así narra Homero:

Contestó Zeus, que amontona las nubes: «¡Hera! Allá se puede ir más tarde. Ea, acostémonos y gocemos del amor. Jamás la pasión por una diosa o por una mujer se difundió por mi pecho, ni me avasalló como ahora: nunca he amado así, ni a la esposa de Ixión [Día], que parió a Pirítoo consejero igual a los dioses; ni a Dánae Acrisiona, la de bellos tobillos, que dio a luz a Perseo, el más ilustre de los hombres; ni a la celebrada hija de Fénix [Europa], que fue madre de Minos y de Radamantis igual a un dios; ni a Sémele, ni a Alcmena en Tebas, de la que tuve a Heracles, de ánimo valeroso, y de Sémele a Dioniso, alegría de los mortales; ni a Deméter, la soberana de hermosas trenzas; ni a la gloriosa Leto; ni a ti misma: con tal ansia te amo en este momento y tan dulce es el deseo que de mí se apodera».
Homero

A continuación se enumera un catálogo con todas las metamorfosis que adoptó Zeus para seducir a sus amantes, a saber:
Para gozar de Alcmena se metamorfoseó en Anfitrión, con Antíope en sátiro, con Asteria en águila, con Calisto en Artemisa o Apolo, con Casiopea en Fénix, con Dánae en lluvia de oro, con Deméter en serpiente, con Día en semental, con Egina en águila o llama, con Eurimedusa en hormiga, con Europa en toro, con Ftía en paloma, con Ganimedes en águila, con Hera en cuco, con Imandra en aguacero, con Io en toro,  con Mantea en oso, con Mnemósine en pastor, con Némesis y Leda en cisne, con Perséfone en Hades o serpiente moteada, con Rea en serpiente, con Sémele en centella o fuego y con Talía en buitre.

### Miscelánea
- Su ave sagrada era el águila dorada, que mantenía a su lado todo el tiempo. Como él, el águila era un símbolo de fuerza, coraje y justicia. El origen de las águilas viene dado por una metamorfosis. Zeus transformó al autóctono Perifante en un águila tras su muerte, como recompensa por haber sido recto y justo.[135]
- De Éaco, Minos y Radamantis eran uno de los hijos de Zeus a los que él más habría deseado evitar la carga de la ancianidad, pero las Moiras no se lo permitieron.[136] No obstante estos tres, al morir se convirtieron el los jueces del inframundo.[137]
- En la Ilíada Zeus tiene dos mensajeras, Iris[138] y Osa.[139] En la Odisea, en cambio, solo a Hermes.[140]
- En los antiguos juegos olímpicos, era el principal dios a alabar.
- Condenó a Prometeo a que un águila gigante comiese su hígado cada día, por dar las llamas del Olimpo a los mortales.
- Nike, Cratos, Zelo y Bía forman su séquito y protegen su trono, en atención a Estige, la madre de estos.[141]
- Atenea ha sido llamada a veces su hija favorita. De hecho, esta diosa de la estrategia, «se gestó en su cabeza».
- Tomó la decisión de casar a Afrodita con su hijo Hefesto, dios del fuego y de muy escasa belleza, para evitar disputas por ella entre los muchos dioses que deseaban a la diosa de la belleza. Cuando fue descubierto el adulterio que Afrodita mantenía con Ares (dios de la guerra), convocó a todo el panteón para decidir qué hacer.
- Su árbol favorito era el roble, símbolo de fuerza. También le eran consagrados los olivos.
- Mató a Salmoneo con un rayo por intentar imitarle, montando en un carro de bronce e imitando el ruido de truenos.
- Tenía una vena justiciera cuyos mejores ejemplos quizás sean la ayuda que prestó a Atreo y la ejecución de Capaneo por su desmedida arrogancia. Era también el protector de los extranjeros y viajeros frente a aquellos de los que podían ser víctimas. Una vez Zeus, con la ayuda de Eris, invirtió las leyes de la naturaleza, hasta entonces inmutables. Helio, ya en la mitad de su carrera, desvió su carro y puso las cabezas de sus caballos en dirección de la aurora. Este fue su portento para favorecer el trono de Atreo.[142]
- Convirtió a Pandáreo en piedra por robar el perro dorado que lo cuidó de niño en la sagrada cueva dictea de Creta.[143]
- Por rehusar asistir a su boda con Hera, transformó a la ninfa Quelona en tortuga.[144]
- Con Hera, convirtió a los reyes de Tracia Hemo[145] y Ródope[146] en montañas (los Balcanes o Stara Planina y las montañas Ródope, respectivamente) por su vanidad.[147][148]
- Condenó a Tántalo a tortura eterna en el Tártaro por intentar engañar a los dioses para que comiesen la carne de su hijo descuartizado.
- Condenó a Ixión a ser atado a una rueda ardiente por toda la eternidad por intentar violar a Hera.
- Fulminó a los Telquines con un rayo.[149]
- Recompensó a Tiresias con una vida el triple de longeva por fallar a su favor cuando Hera y él cuestionaron qué sexo obtenía más placer al hacer el amor.
- De los muchos hijos que engendró, Heracles es a menudo descrito como su favorito. Cuando una tribu de gigantes ctónicos amenazaron el Olimpo y el oráculo de Delfos decretó que solo los esfuerzos conjuntos de un mortal y un dios los detendrían, Zeus eligió a Heracles para luchar a su lado, derrotando así a los monstruos.
- Tras la muerte de Memnón, se apiadó de las lágrimas de su madre, Eos, y le concedió la inmortalidad.
- Convirtió a Atalanta en una leona.

## Descendencia y amoríos de Zeus
Aunque la descendencia de Zeus fue la más prolífica dentro de la mitología clásica, esta es su principal prole según Antonio Ruiz de Elvira:
| Consorte  | Descendencia                 |
| --------- | ---------------------------- |
| Alcmena   | Heracles                     |
| Antíope   | Anfión y Zeto                |
| Calisto   | Arcas                        |
| Dánae     | Perseo                       |
| Deméter   | Perséfone                    |
| Dione     | Afrodita                     |
| Egina     | Éaco                         |
| Electra   | Dárdano y Yasión             |
| Eurínome  | Las Gracias                  |
| Europa    | Minos, Sarpedón y Radamantis |
| Hera      | Hebe, Ares, Ilitía y Hefesto |
| Io        | Épafo                        |
| Laodamía  | Sarpedón                     |
| Leda      | Helena y Pólux               |
| Leto      | Artemisa y Apolo             |
| Maya      | Hermes                       |
| Metis     | Atenea                       |
| Mnemósine | Las Musas                    |
| Níobe     | Argos                        |
| Pirra     | Helén                        |
| Pluto     | Tántalo                      |
| Selene    | Pandía                       |
| Sémele    | Dioniso                      |
| Taígete   | Lacedemón                    |
| Temis     | Las Moiras y las Horas       |

## Zeus en el arte

Bustos
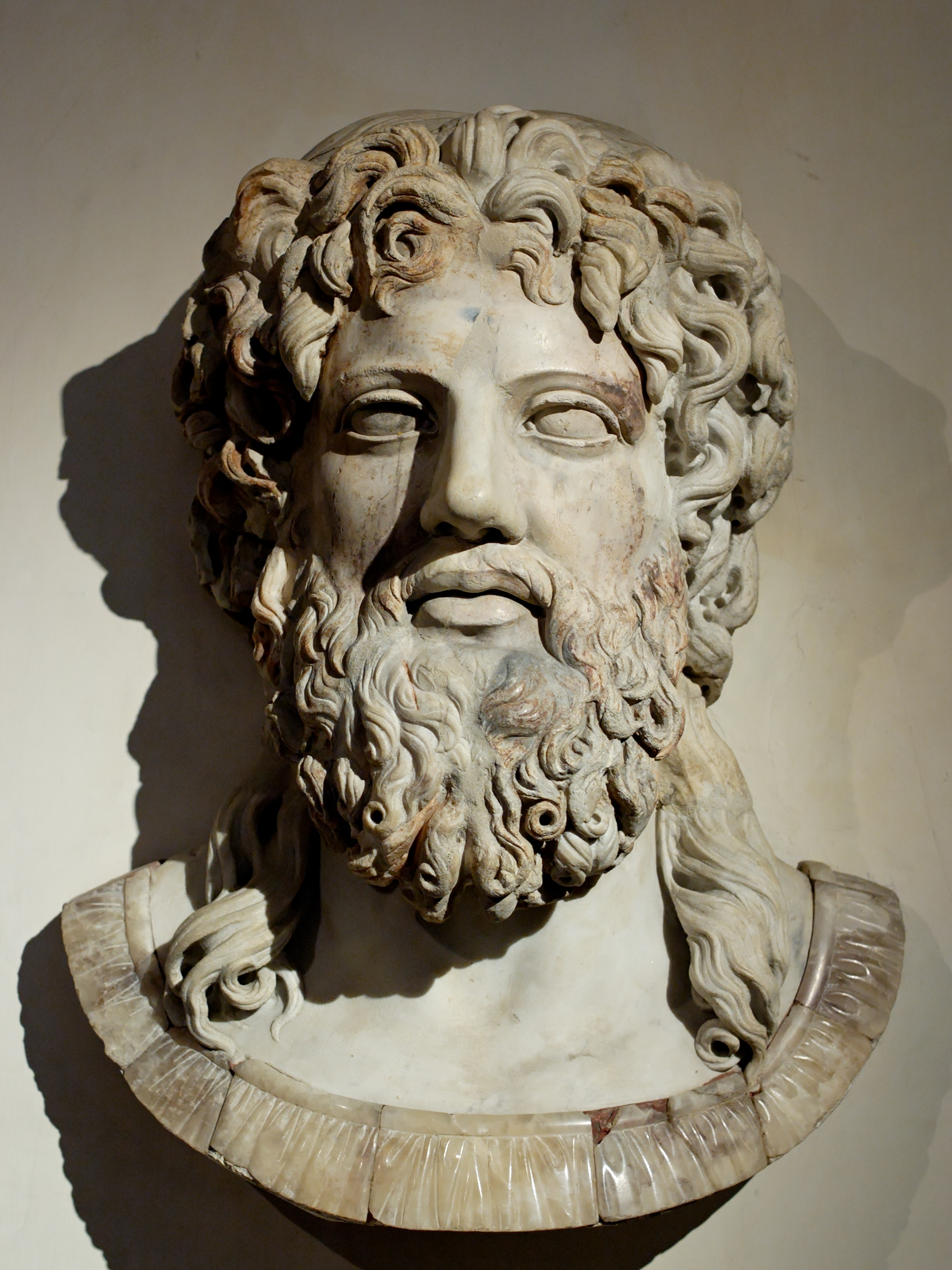
Zeus, copia en mármol siglo II a. C., original siglo V a. C.
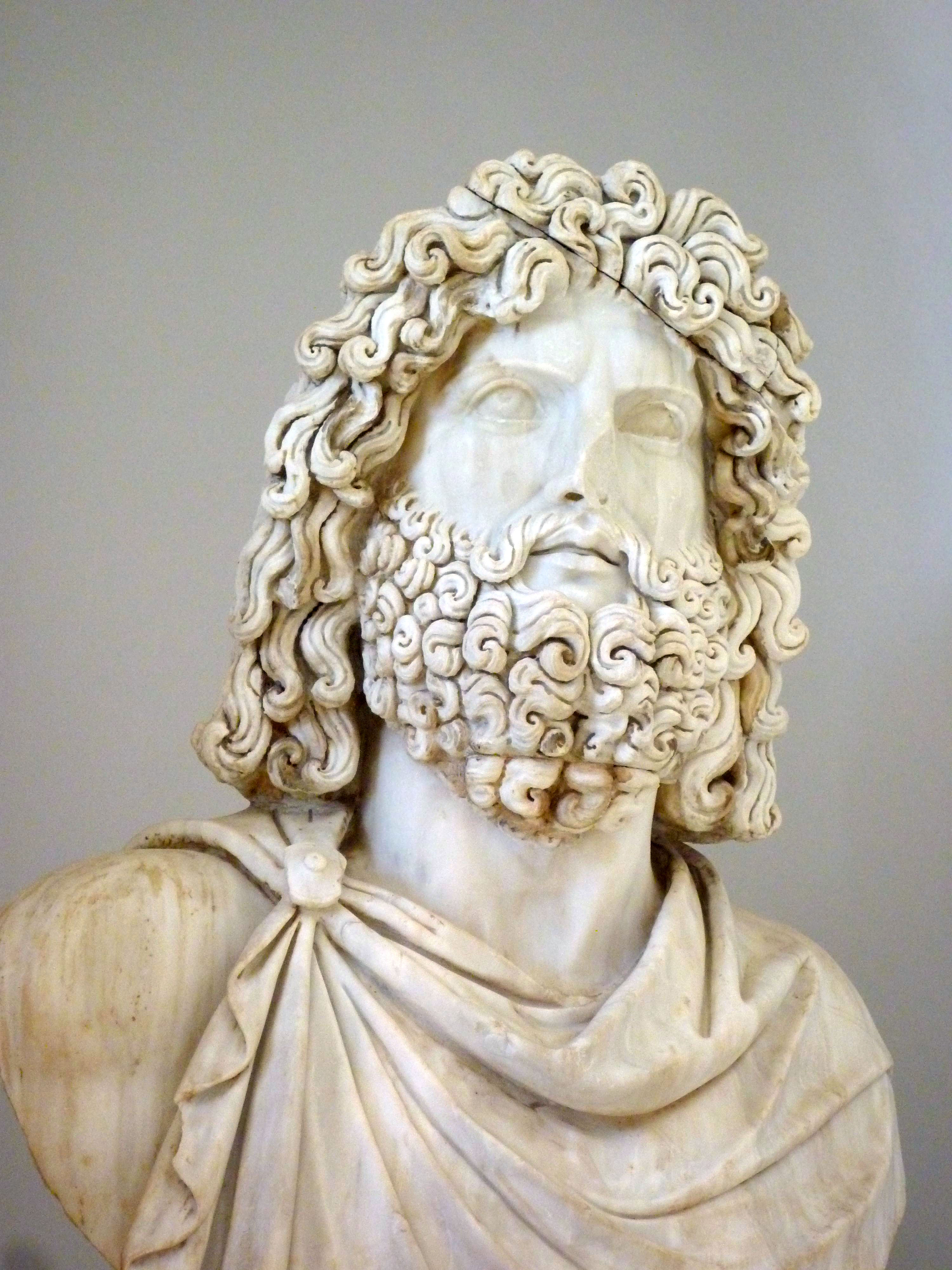
Zeus, museo de Römerzeit
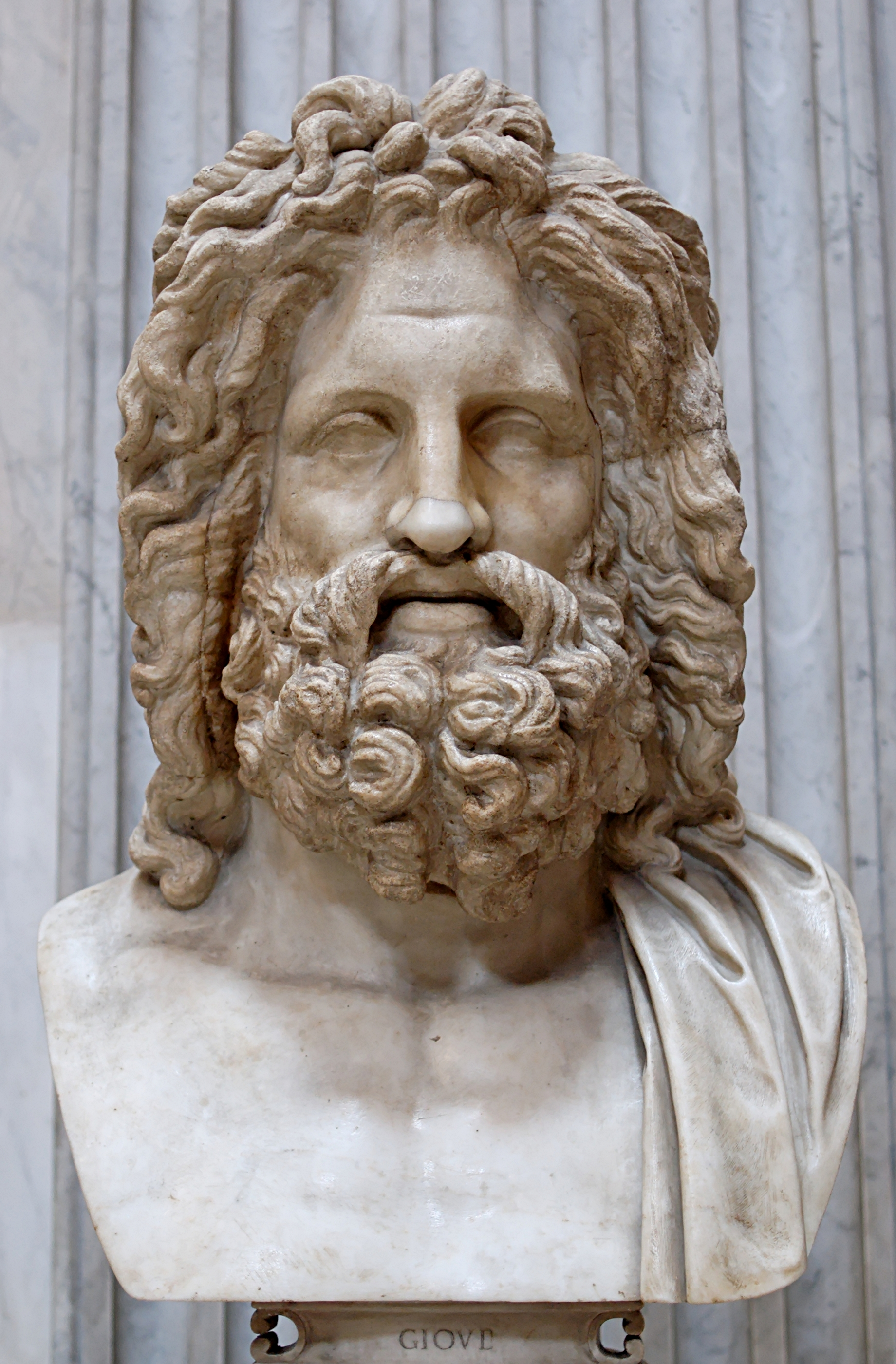
Zeus, museo del Vaticano
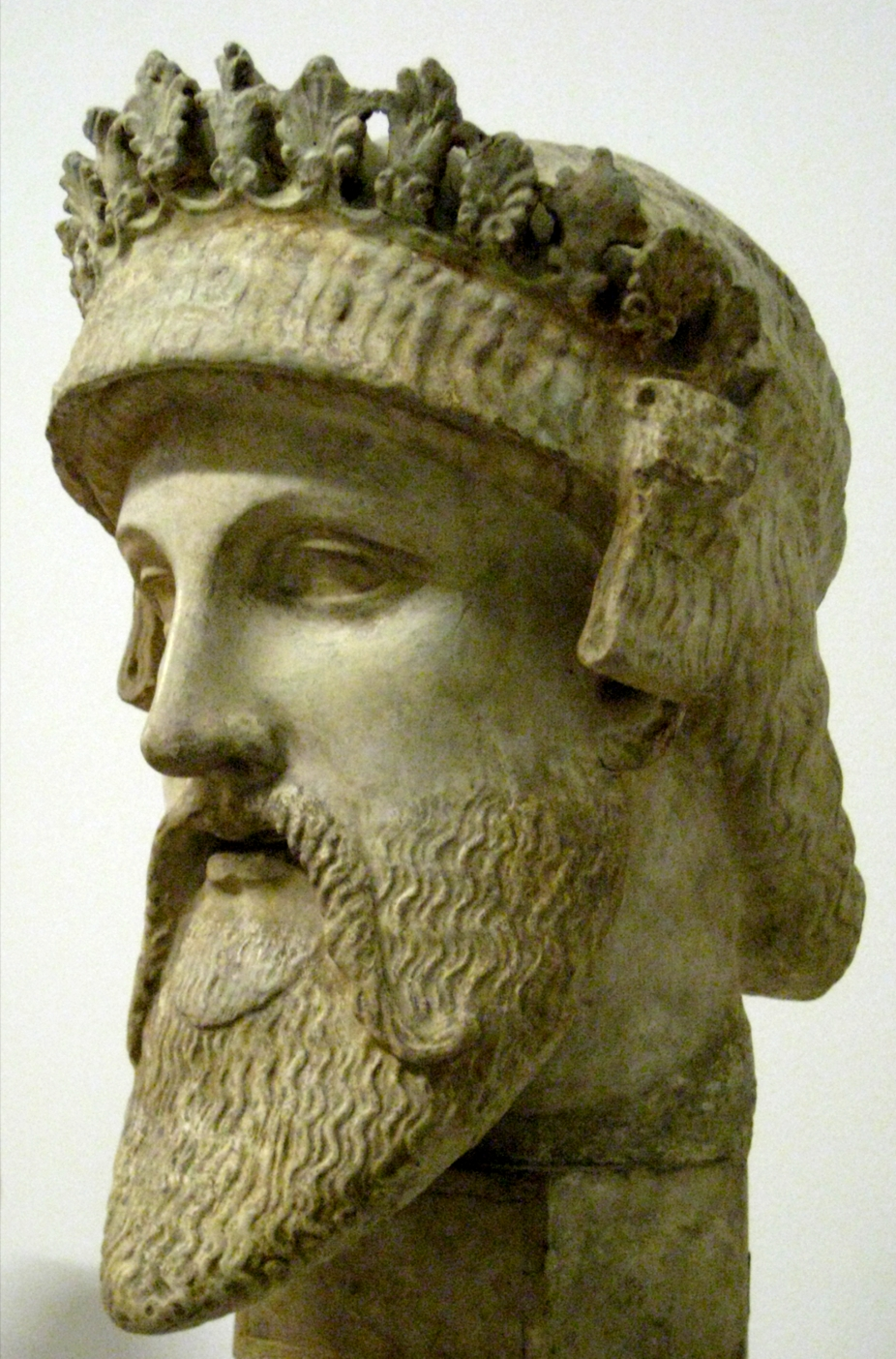
Zeus, representación en la Grecia Arcaica
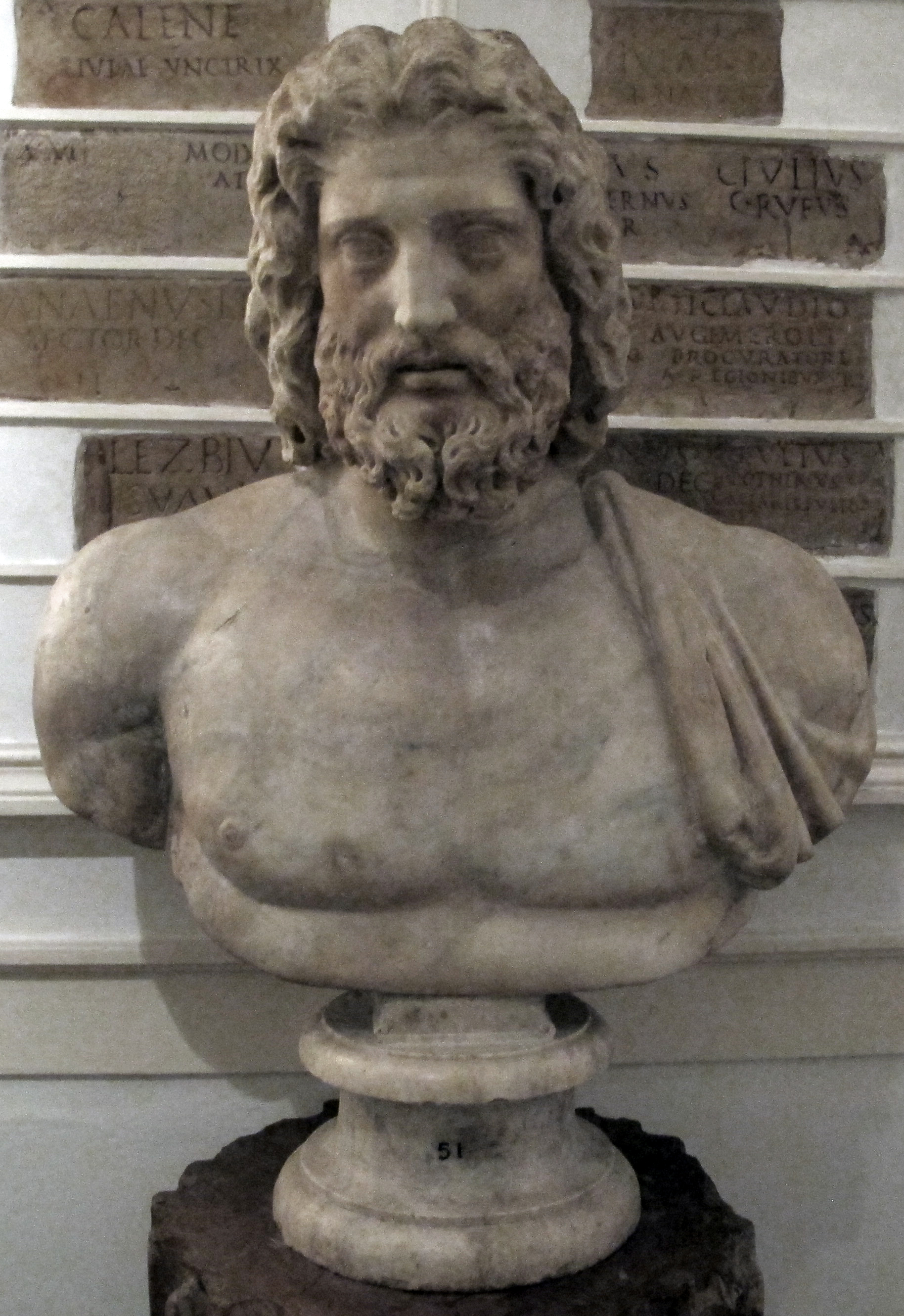
Zeus, original siglo IV a. C.
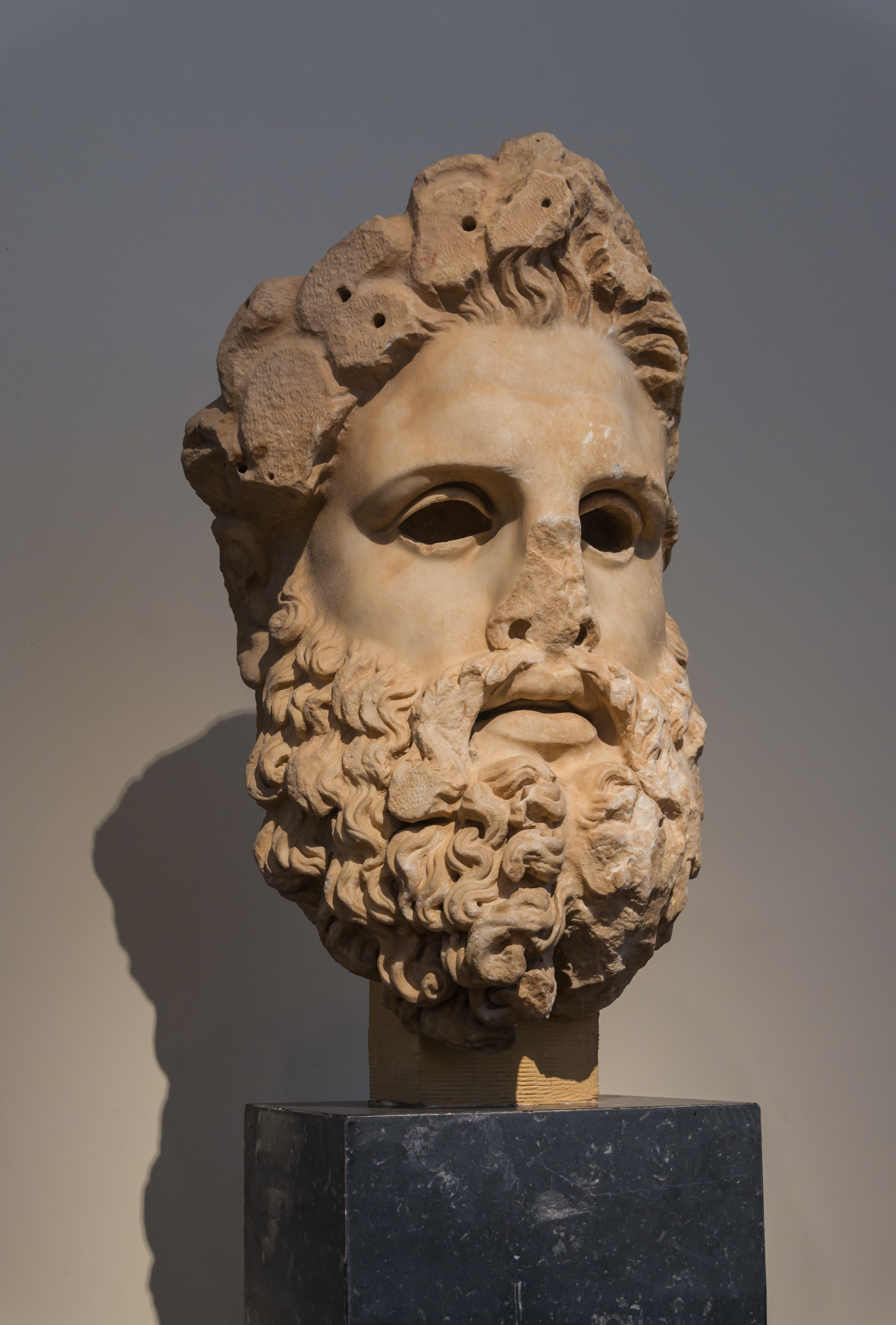
Zeus de Aqueia, siglo II a. C.

Estatuas
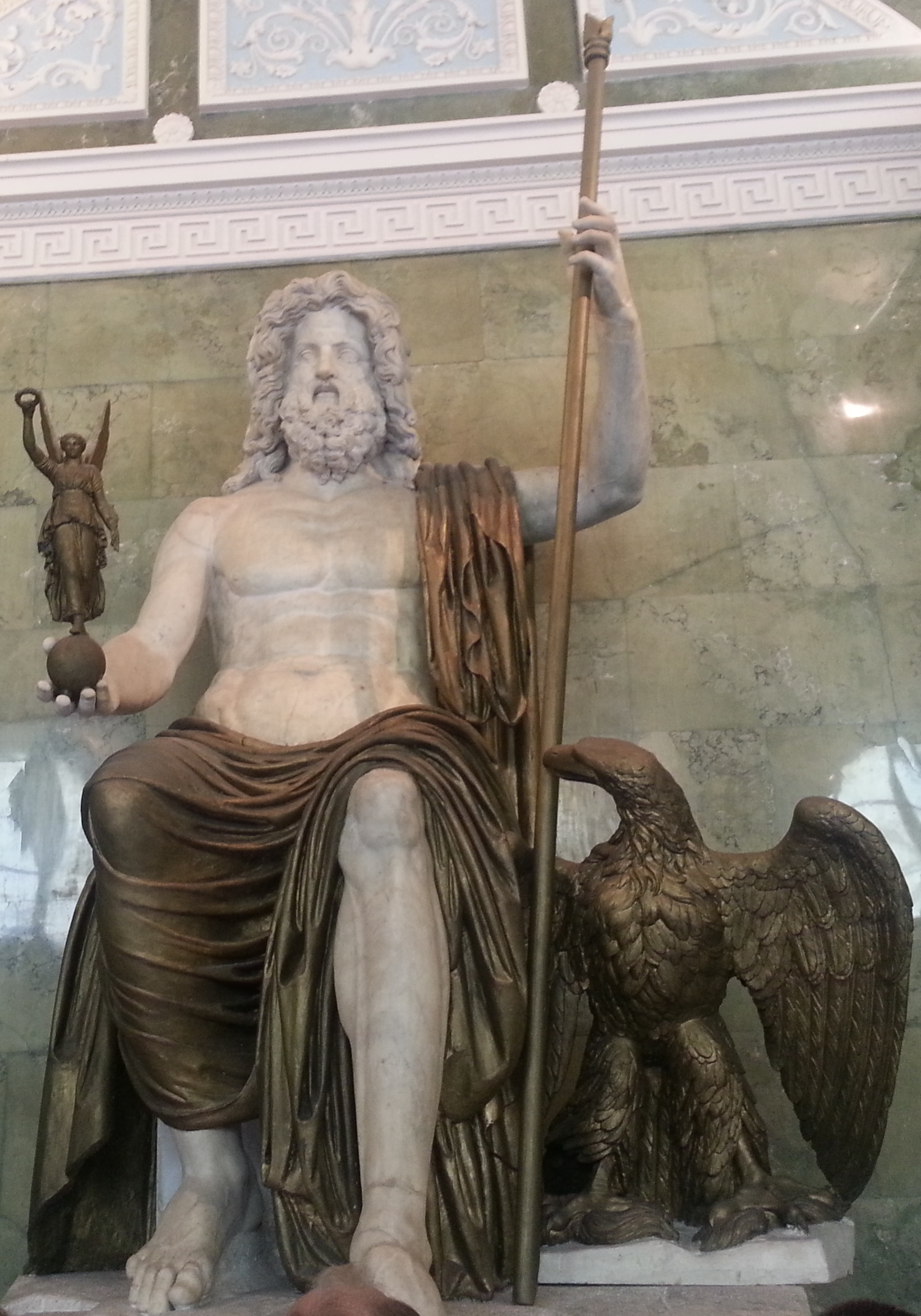
Zeus portando la égida junto al águila y Niké. Museo Hermitage
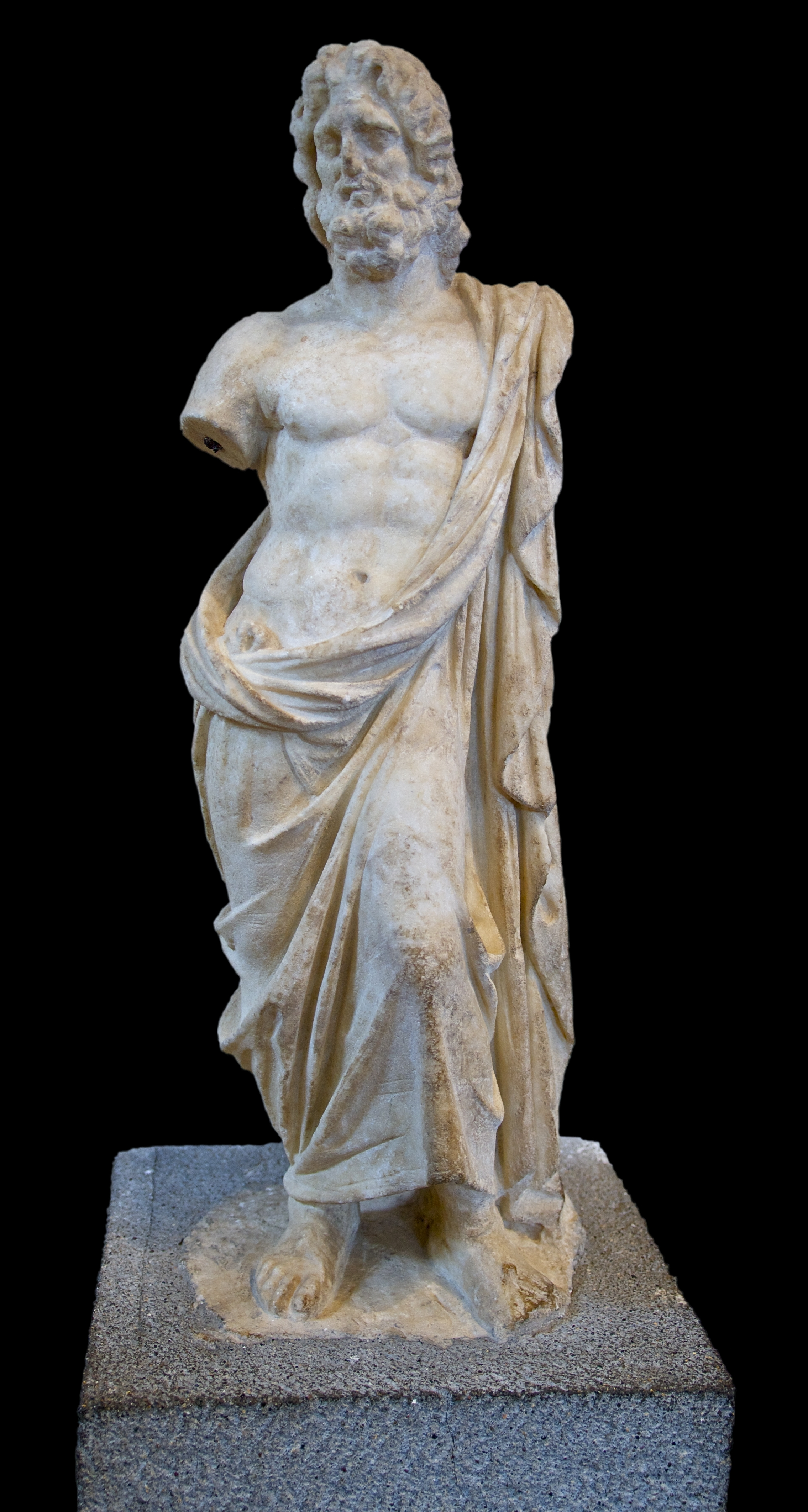
Zeus en Kamiros, Rodas
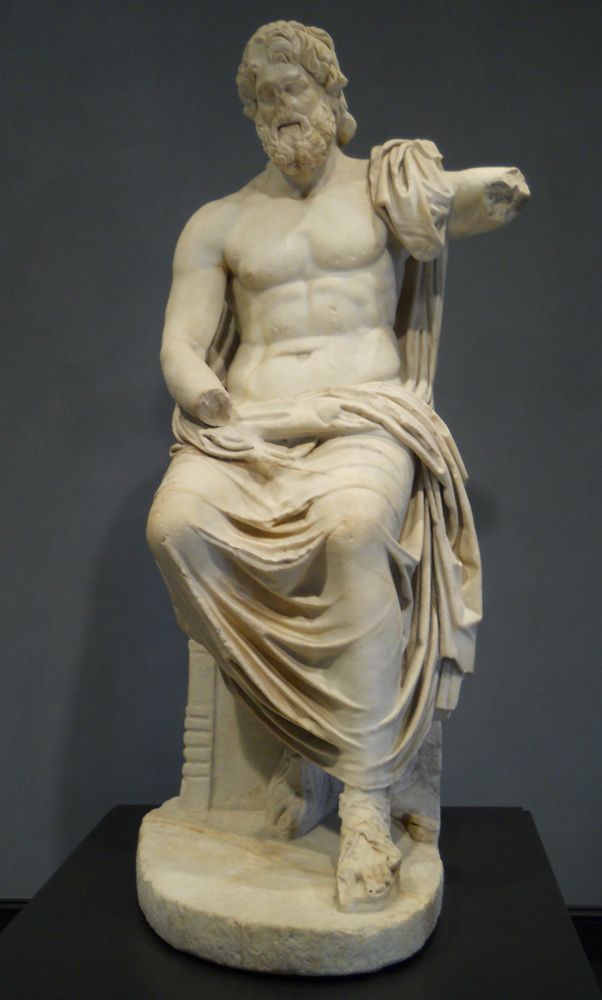
Zeus romano, siglo I d. C.
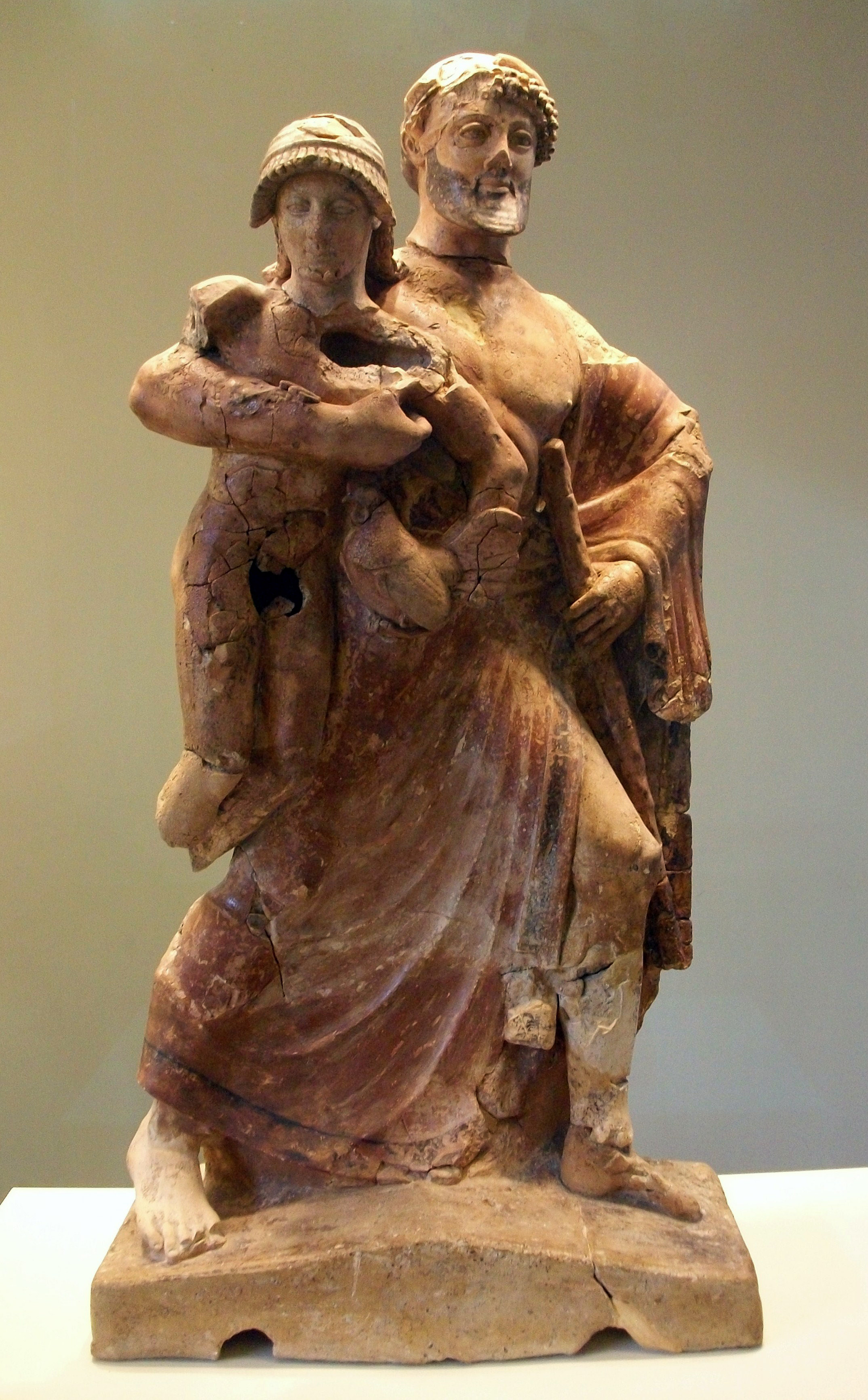
Zeus y Ganimedes
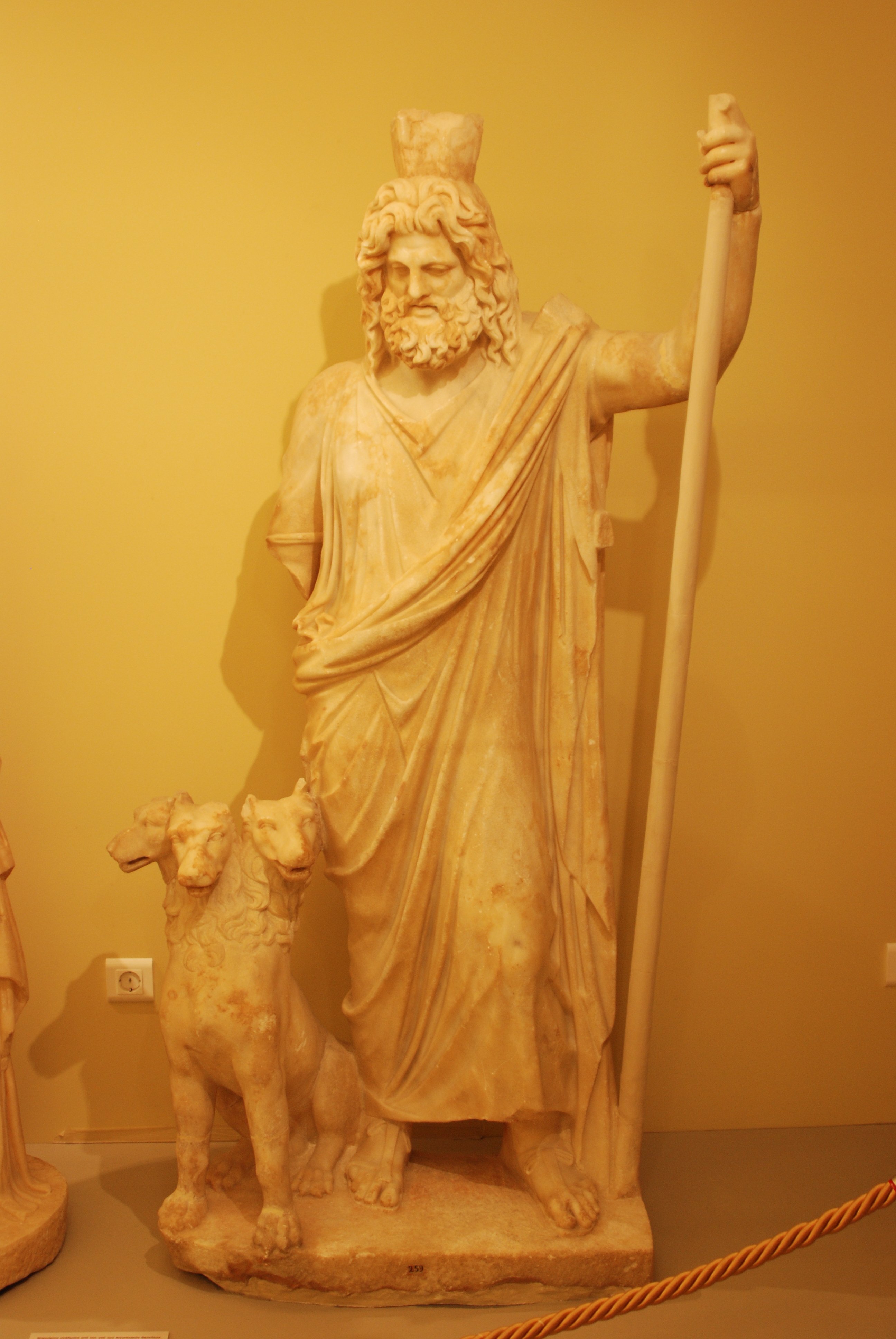
Zeus Serapis con Can cerbero
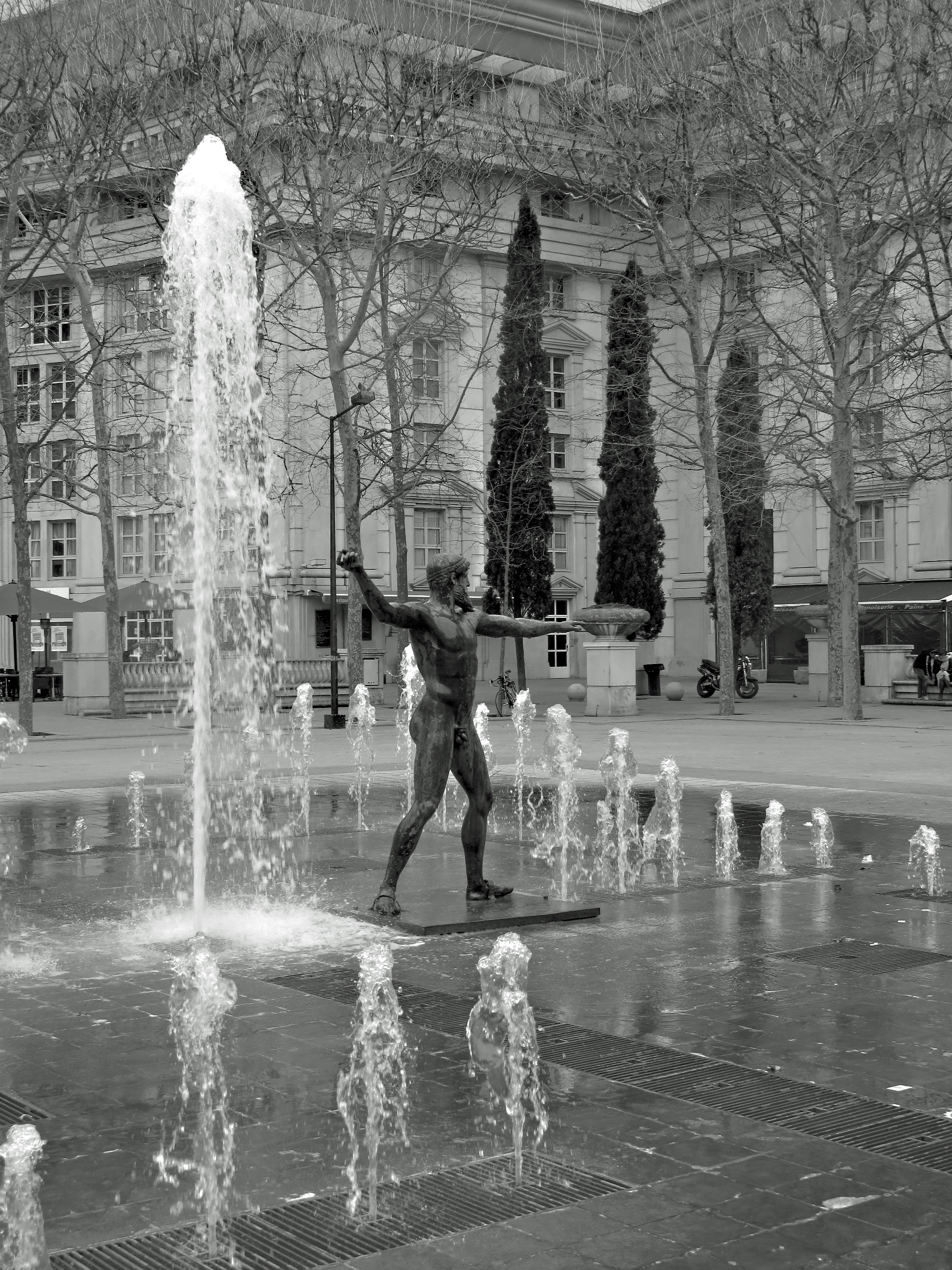
Estatua de Zeus en la plaza Montpellier, Francia

Pinturas
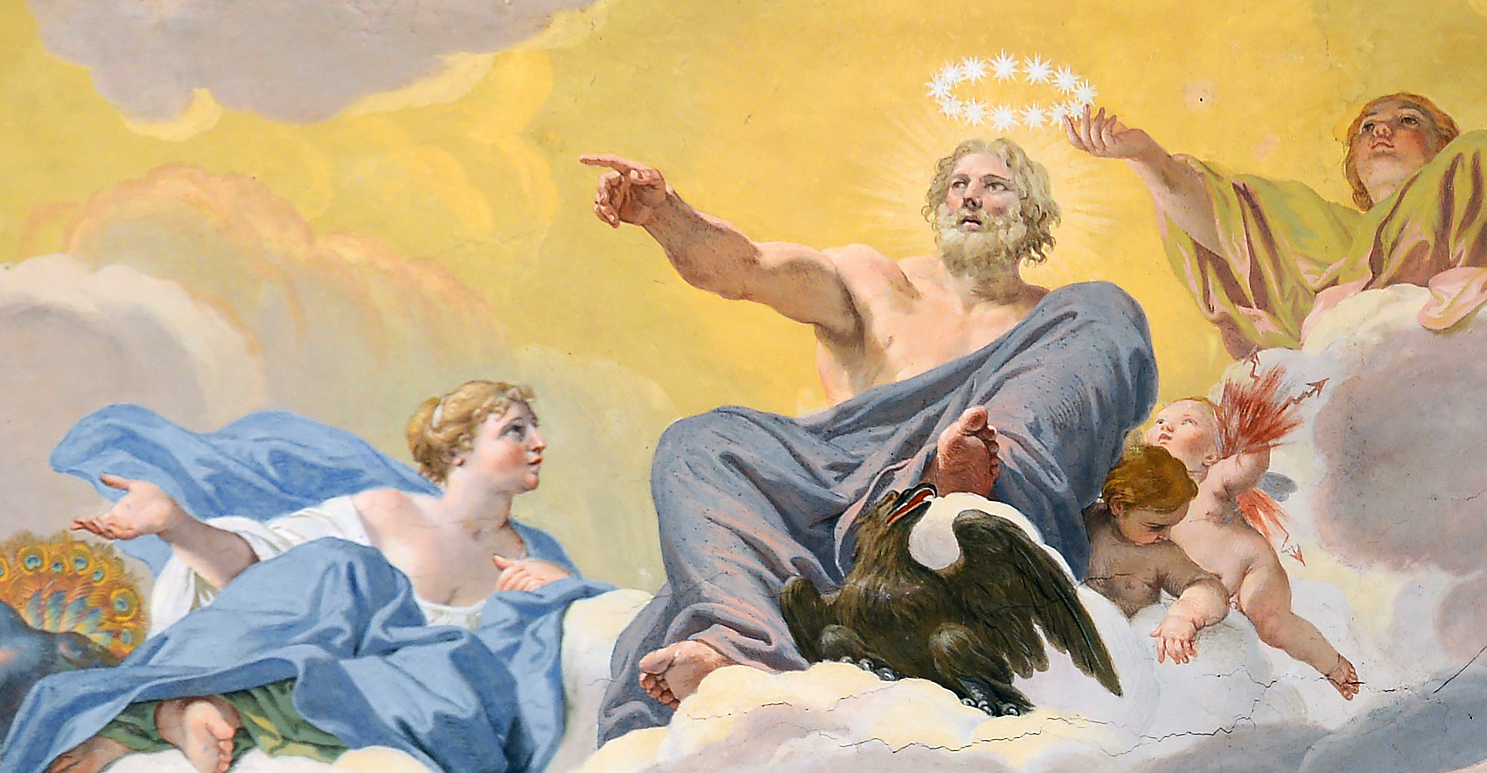
Zeus y Hera
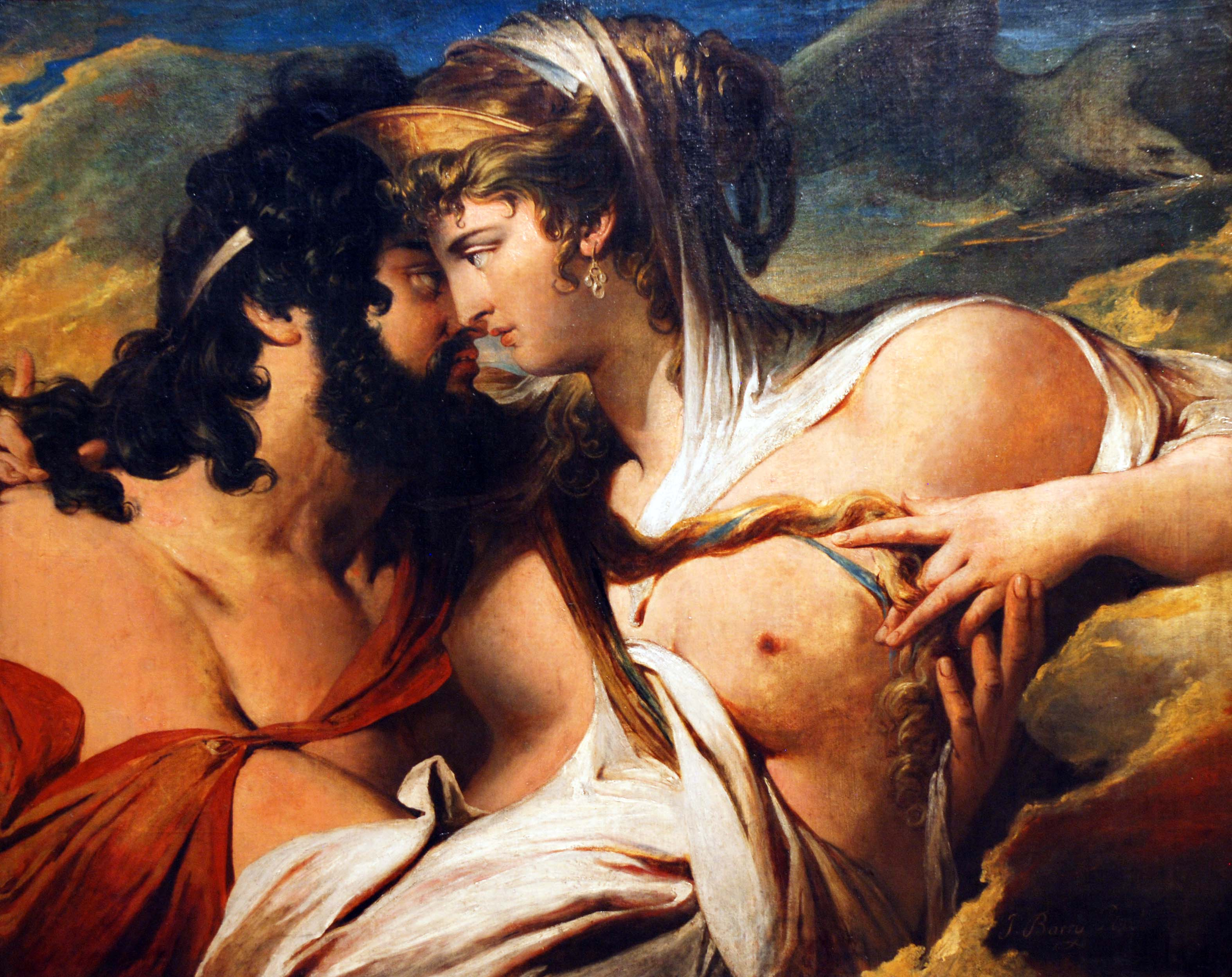
Zeus y Hera
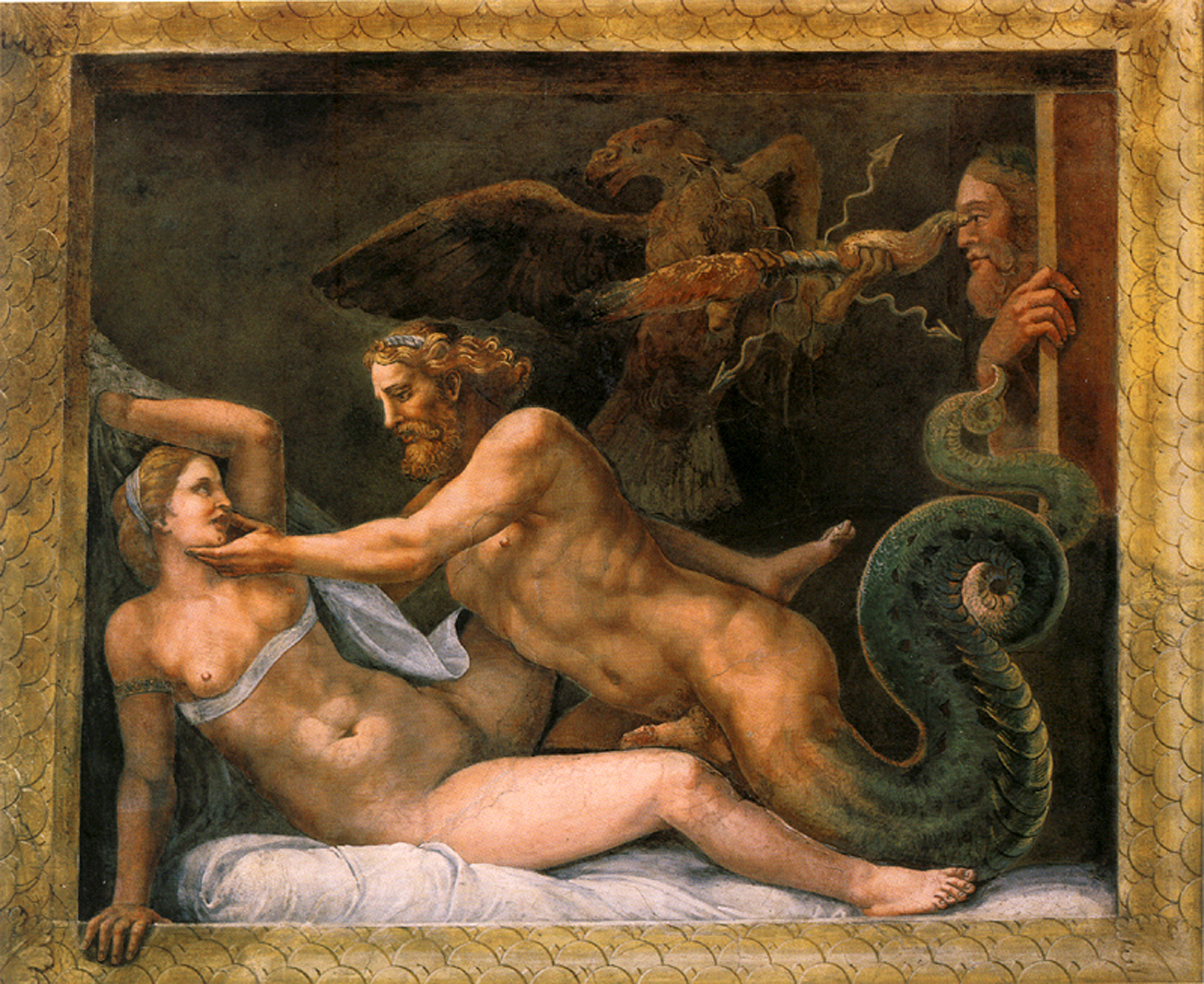
Zeus y Olimpia
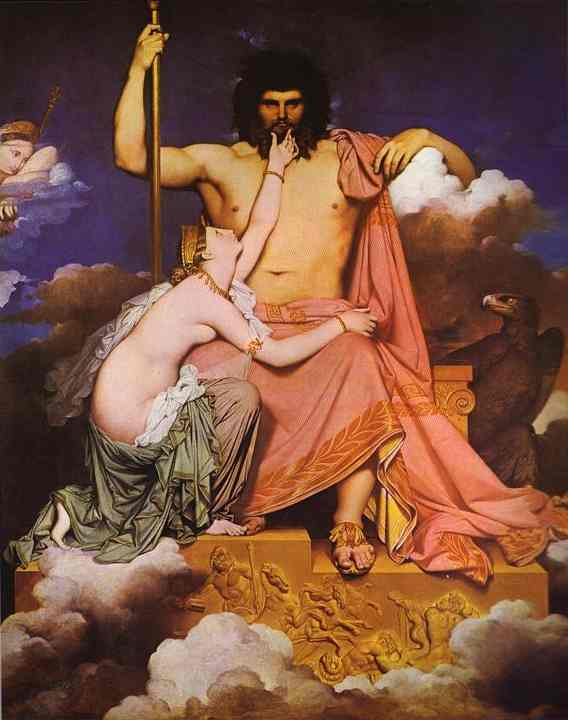
Zeus y Tetis
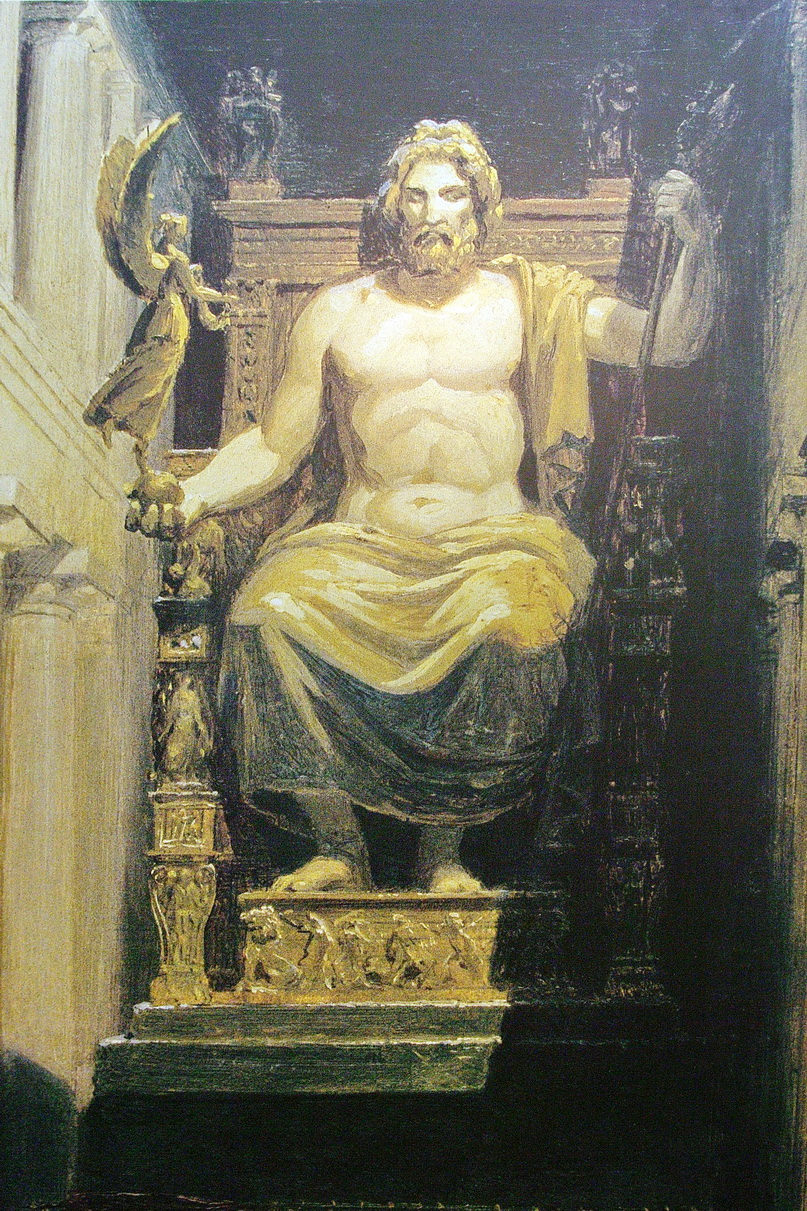
Zeus de Fidias
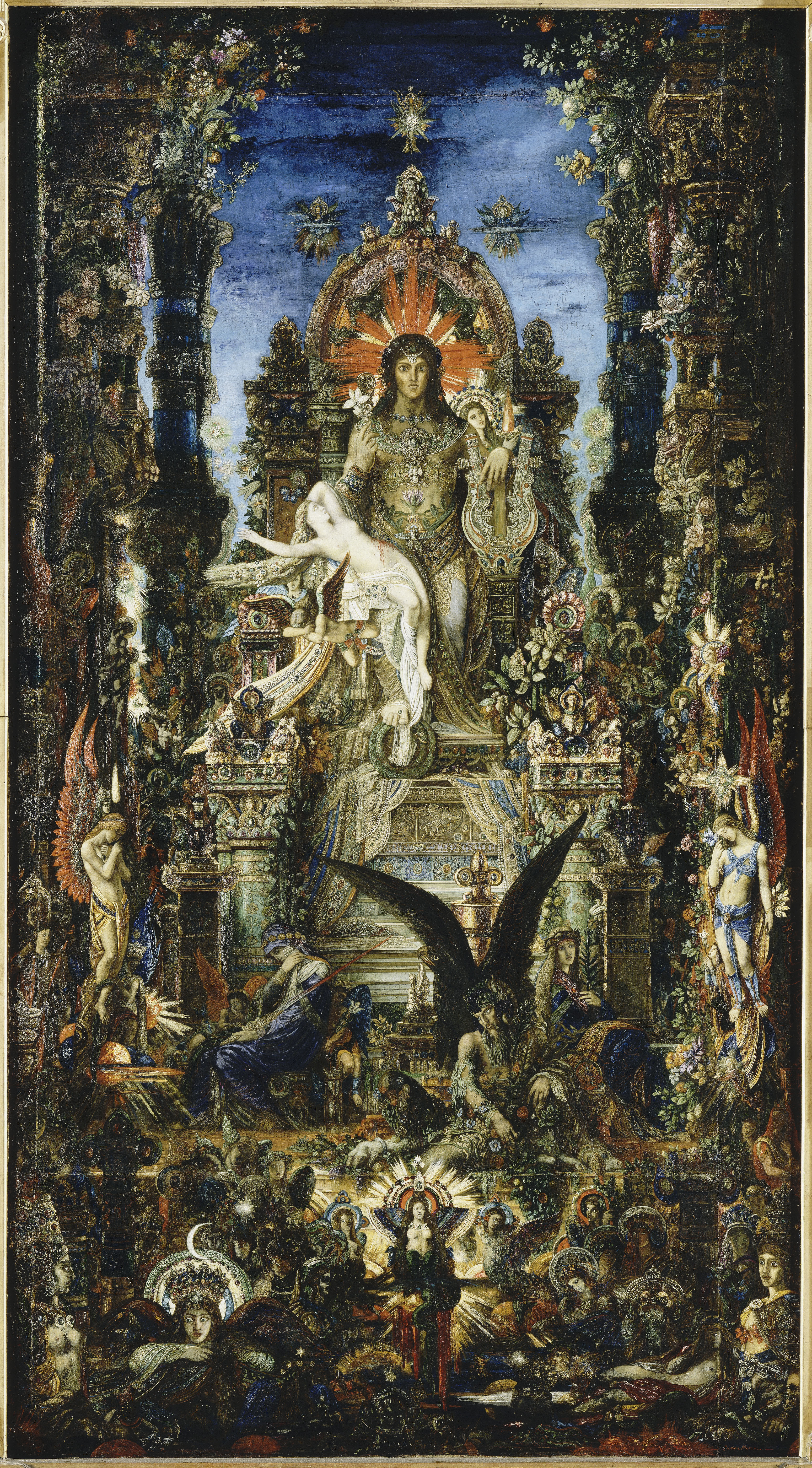
Zeus y Sémele

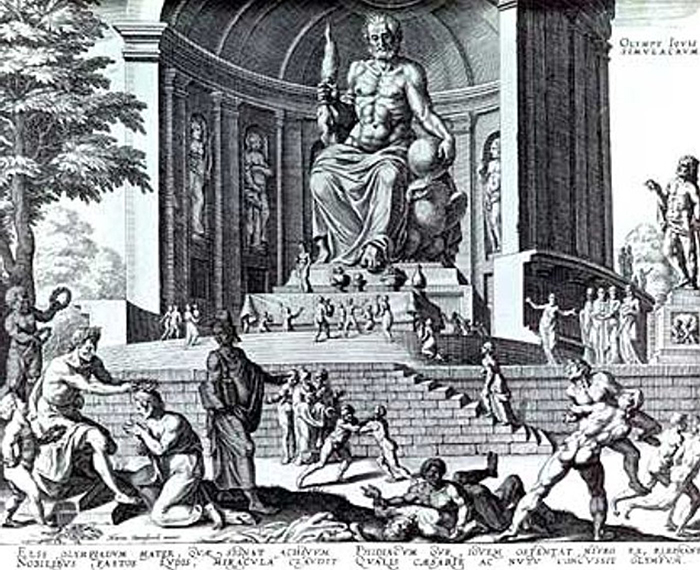
Estatua de Zeus en Olimpia, esculpida por Fidias.

El escultor griego Fidias esculpió sobre el 435 a. C. una estatua de Zeus de 14 m de altura. La estatua se erigió en Olimpia y era quizá la más famosa de la Antigua Grecia, tradicionalmente considerada una de las siete maravillas del mundo antiguo. Fidias hizo la túnica y ornamentos de oro y talló el cuerpo en marfil.

## Zeus en la filosofía y el orfismo
En el neoplatonismo, la relación de Zeus respecto a los demás dioses se interpreta como el demiurgo o Mente Divina. Específicamente, dentro de las Enéadas de Plotino
y de las Teología Platónica de Proclo.
La teogonía de Ferécides imaginó a Zeus como uno de los dioses primordiales: Zas (Ζάς), Ctonia (Χθονίη) y Cronos (Χρόνος) siempre había existido. A continuación Zas fecunda a Ctonia, uniéndose en matrimonio, y ambos pasaron a llamarse desde entonces Zeus y Gea. En el tercer día de la creación Zeus le regala a Gea un manto decorado con los motivos de la Tierra y el Ogeno (Océano). De esta unión nacerían los elementos ordenados de la creación, como los mares, las tierras y los ríos.
En la literatura órfica Zeus adopta diversos papeles. En la teogonía del papiro de Derveni se nos dice que Zeus, una vez adquirido el poder de su padre Cronos acudió a la Noche, inmortal nodriza de los dioses, quien se sentaba en una cueva profética y era sabedora de todos los oráculos. Esta le aconsejó tragarse el pene del Cielo (Urano) lo que causaría el embarazo de todo el cosmos. Después Zeus deseó unirse sexualmente a su madre Rea, también identificada con Deméter y Gea. De esta unión incestuosa nacerían Perséfone y Dioniso.
La teogonía de las rapsodias establece este orden en la sucesión de poder en el universo: Fanes - Noche - Cielo - Cronos - Zeus. Finalmente Zeus devora a Fanes y se convierte en el demiurgo de la creación.
El universo queda entonces dentro de él y a partir de ahí a Zeus se le conoce como Pan («todo»).
Dioniso es citado como el siguiente rey de los dioses, cuyo poder le fue entregado por el propio Zeus.
Dioniso es despedazado por los titanes y Zeus coloca el corazón de su hijo en una estatua de yeso, que luego cobra vida.